# Barok in het prinsbisdom Luik
De barok in het prinsbisdom Luik, ook wel Maaslandse, Luikse of Luiks-Akense barok, is een regionale variant van de barokstijl, die vooral in de 18e eeuw in het prinsbisdom Luik en de streek rondom de vrije rijksstad Aken en de tweeherige stad Maastricht tot bloei kwam. De belangrijkste brandpunten waren de steden Luik, Aken en Maastricht, met als subcentra Spa, Verviers, Eupen, Monschau, Vaals, Hasselt en Sint-Truiden. De Luikse barok, net als de Zuid-Nederlandse barok, neemt een tussenpositie in tussen het strenge Hollands classicisme en de veel uitbundigere Franse en Duitse barok en rococo, en kwam vooral tot ontplooiing in de lokale barokarchitectuur en de toegepaste kunsten gedurende de tweede helft van de 18e eeuw.

## Algemeen

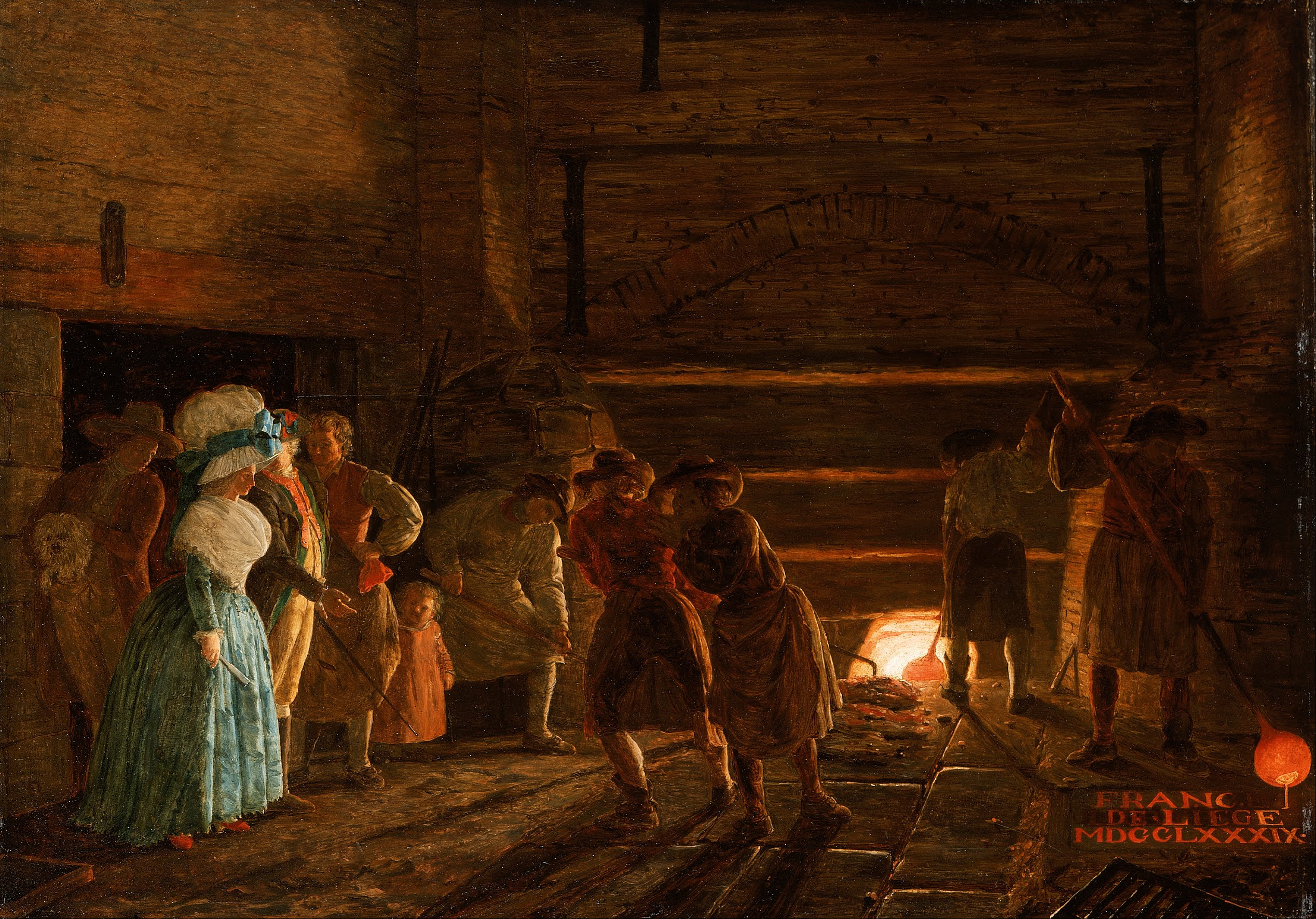
Bezoek aan een ijzergieterij in Luik (Léonard Defrance, 1789)

### Economische en demografische achtergrond
De 17e eeuw, de Gouden Eeuw in de Republiek der Zeven Verenigde Nederlanden, was over het algemeen geen gunstige tijd in de Zuidelijke Nederlanden. Ook het prinsbisdom Luik had in deze periode veelvuldig te lijden van de grote Europese oorlogen die deels op zijn eigen grondgebied werden uitgevochten, en van de economische malaise die daarvan het gevolg was. Wel floreerde dankzij diezelfde oorlogen de Luikse wapenindustrie. Ook in de eerste helft van de 18e eeuw was er sprake van economische stagnatie.
Vanaf het midden van de 18e eeuw volgde een vrij sterke groei van de regionale economie. Aan het eind van die eeuw behoorden de Oostenrijkse Nederlanden en het prinsbisdom Luik tot de welvarendste gebieden van Europa. Aken, en in mindere mate Maastricht, deelde daarin mee. Luik was al vanaf de 16e eeuw een stad van metaal- en wapenindustrie en deze bedrijvigheid ontwikkelde zich in de 18e eeuw sterk. De textielindustrie bloeide in Aken, Vaals, Verviers en het Land van Herve. Onder de rijkste inwoners van de Zuidelijke Nederlanden telde men eind 18e eeuw diverse Vervierse textielfabrikanten. In Aken, Spa en Chaudfontaine floreerde het badtoerisme. Vanaf circa 1750 nam ook de welvaart op het platteland toe. Omdat er niet voor iedereen werk was, heerste er echter ook grote werkloosheid, armoede en criminaliteit (zie onder andere 'bokkenrijders').
De bevolking nam in deze periode nauwelijks toe. Het prinsbisdom Luik telde eind 18e eeuw circa 380.000 zielen. Het hele Maasland - het prinsbisdom met enkele kleinere vorstendommen en de steden Aken en Maastricht - telde in deze periode zo'n half miljoen inwoners, waarvan ongeveer een derde in de steden. Binnen het prinsbisdom was de stad Luik met ruim 50.000 inwoners verreweg de grootste. Het inwonertal van de garnizoensstad Maastricht schommelde sterk: rond 1700 had de stad ruim 25.000 inwoners, maar in vredestijd slonk dit tot circa 16.000. Aken had aan het eind van de 18e eeuw evenveel inwoners als aan het begin van de eeuw: ongeveer 24.000. Daarna volgden op afstand de kleinere steden Verviers, Sint-Truiden, Herstal, Theux, Tongeren, Hasselt en Hoei, met elk tussen de 5 en 10.000 inwoners, en een twaalftal stadjes met tussen de 2 en 5.000 inwoners.

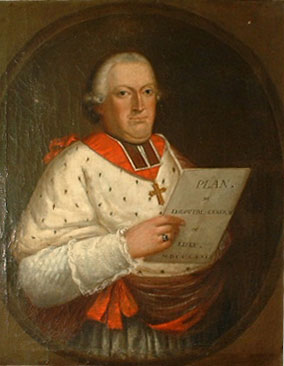
Franciscus Karel de Velbrück

### Culturele en intellectuele leven
In de tweede helft van de 18e eeuw was er sprake van een sterke culturele opleving in het prinsbisdom, vooral onder het liberale bewind van de prins-bisschoppen Johan Theodoor van Beieren (1744-1763) en Franciscus Karel de Velbrück (1772-1784). In Luik en andere steden werden vrijmetselaarsloges opgericht. Prins-bisschop de Velbrück stond niet onwelwillend tegenover de vrijmetselarij en onder zijn bewind werd de Verlichting krachtig doorgevoerd. In 1779 werd te Luik de Société d’Émulation opgericht, een sociëteit die poogde het niveau van kunst en wetenschap omhoog te tillen. Het sterk verbreide verlichte denken in de hoofdstad van het prinsbisdom kan ertoe bijgedragen hebben dat in 1789, nauwelijks een maand na de Franse Revolutie, de Luikse Revolutie uitbrak.
Via de stad Luik drongen de ideeën van de Verlichting geleidelijk ook elders door, hoewel de meerderheid van de bevolking ongeletterd was en trouw bleef aan de katholieke leer. In 1773 werd de Jezuïetenorde door de paus opgeheven, waardoor een tiental jezuïetenkloosters en -colleges in het Maasland verdwenen. In de Oostenrijkse gebieden leidde de verlichte politiek van keizer Jozef II ook tot opheffing van kloosters en werd het kerkelijk leven aan banden gelegd, wat tot massale protesten leidde.
Het culturele leven in Maastricht speelde zich grotendeels af in sociëteiten. De intellectuele bovenlaag van de burgerij, de aristocratische kapittelheren en het officierencorps, waren sterk Frans georiënteerd, zelfs verfranst. Brandpunten van Verlichtingsdenken waren de Groote Sociëteit aan het Vrijthof (1760), de vrijmetselaarsloges La Constance (1750) en La Persévérance (1763) en de lokale afdeling van de Société d’Émulation (1784). Door de vestiging van de Franse drukkers Jean-Edmé Dufour en Philippe Roux speelde Maastricht een rol bij de verspreiding van de ideeën van de Verlichtingsfilosofen.
In Aken, Spa en Chaudfontaine ontwikkelde zich vanaf het begin van de 18e eeuw het badtoerisme, met dien verstande dat uitsluitend de welgestelden zich een verblijf in een kuuroord konden veroorloven. In de mondaine badplaats Spa mengden zich gekroonde hoofden, Europese adel, rijkgeworden kooplieden en fabrikanten, officieren en kanunniken, met elegante vrouwen, avonturiers (Casanova bijvoorbeeld), gokverslaafden en ingebeelde zieken.

## Schilderkunst

### 17e eeuw
In de 17e eeuw bleef de schilderkunst in het prinsbisdom Luik achter bij omringende regio's (bijvoorbeeld Antwerpen en de Hollandse Republiek). De Luikse schilder Gerard de Lairesse (1640-1711) vertrok al vroeg in zijn carrière naar Utrecht en Amsterdam. De Maastrichtenaar Hendrik de Fromantiou (ca. 1633-na 1693) was voornamelijk werkzaam aan het Brandenburgse hof in Berlijn; de Roermondenaar Jan Frans van Douven (1656-1727) werkte aan het hof in Düsseldorf. Andere schilders zoals Gérard Douffet (1594-1660), Walthère Damery (1614-1678), Bertholet Flémal (1614-1675), Jean-Guillaume Carlier (1638-1675) en Englebert Fisen (1655-1733) bleven in Luik en vormden daar de Luikse School. De meeste opdrachten kwamen van het prinsbisschoppelijk hof en andere adellijke families, en van kloosters en kapittels in de regio.

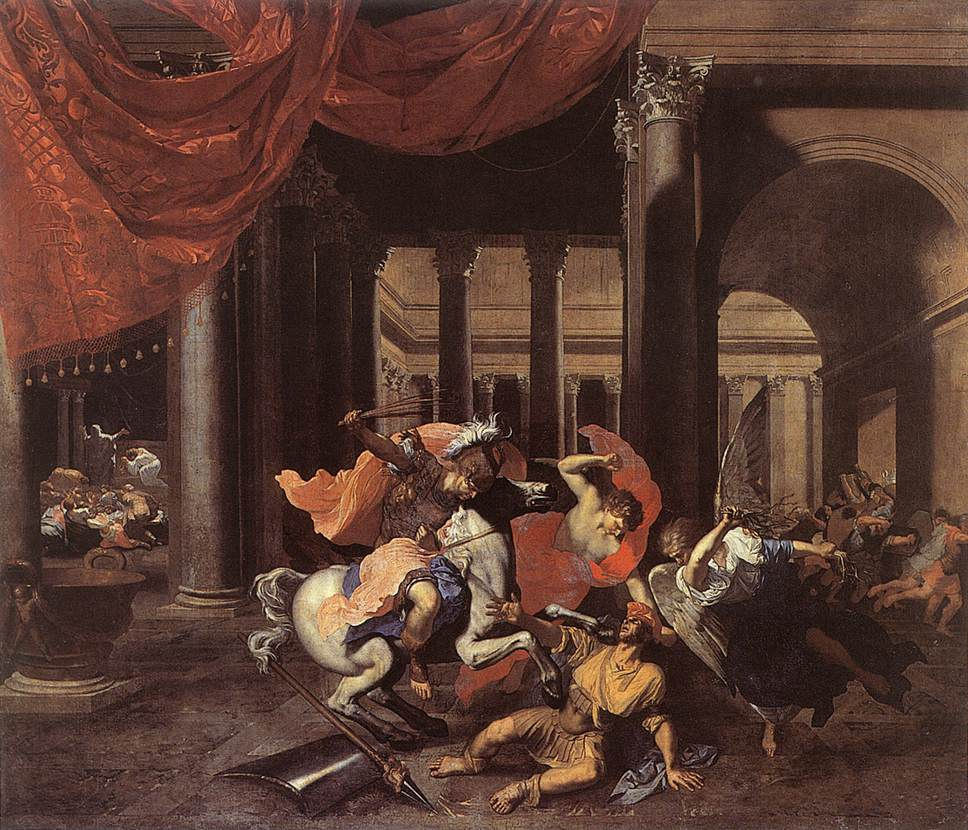
Flémal, Heliodorus uit de tempel verdreven (ca. 1660)
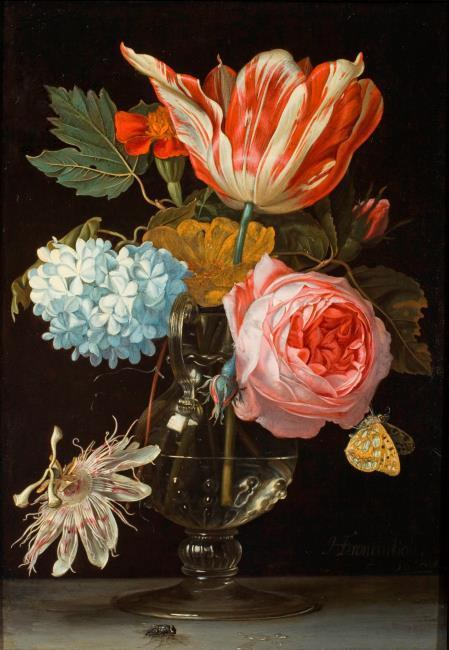
De Fromantiou, Vaas met bloemen (1668)
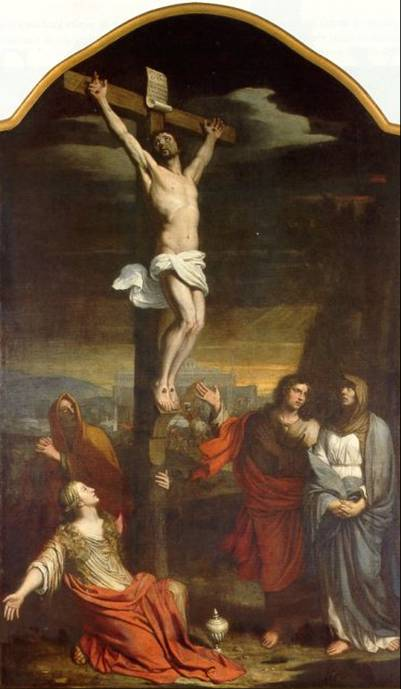
Fisen, Kruisiging (1684)
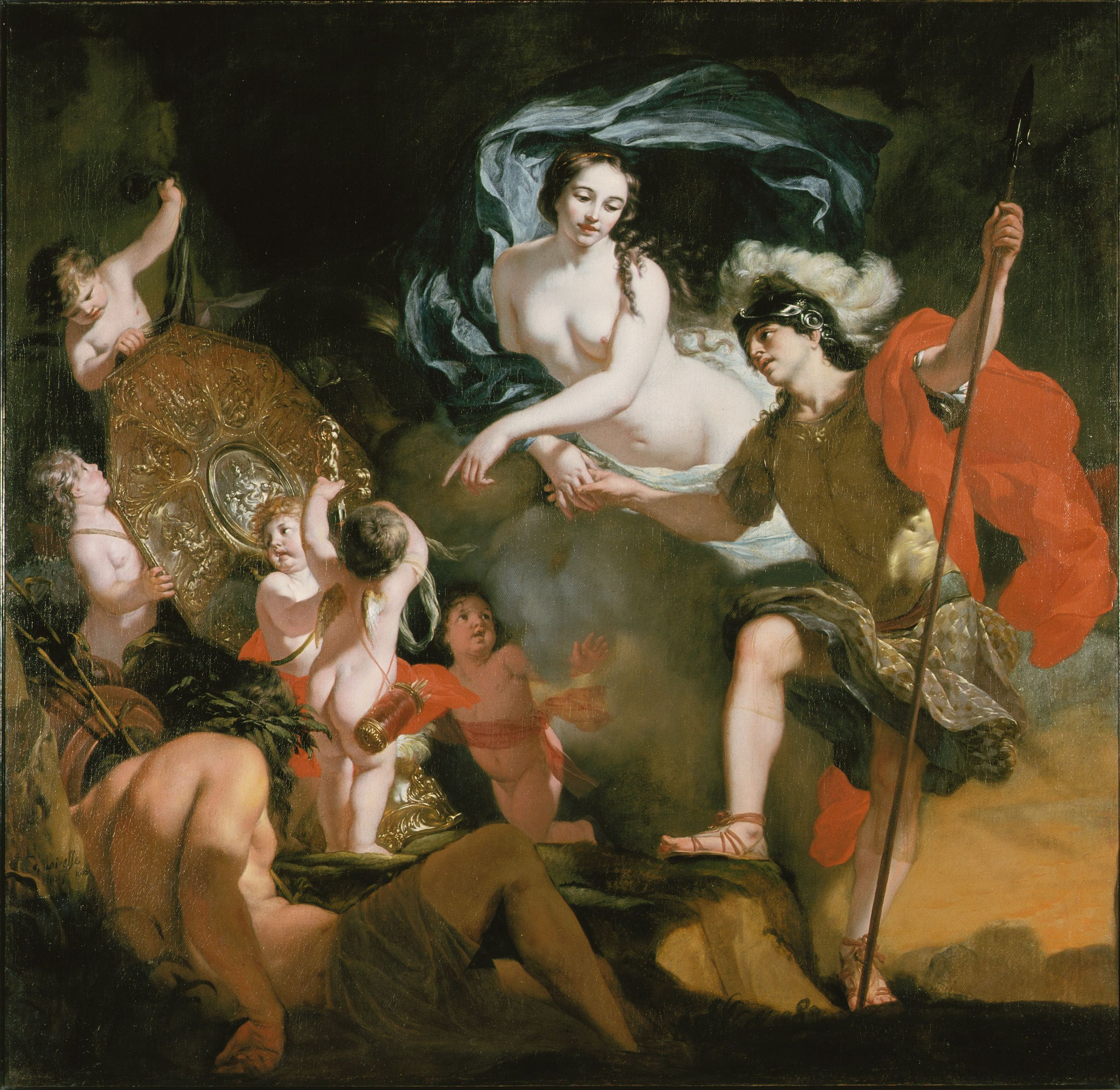
De Lairesse, Venus en Aeneas (1688)

### 18e eeuw
In de 18e eeuw bereikten de Luikse barokschilders Edmond Plumier (1671-1733), Paul-Joseph Delcloche (1716-1755), Nicolas de Fassin (1728-1811), Léonard Defrance (1735-1805) en Pierre-Michel de Lovinfosse (1745-1821) en de Luiks-Maastrichtse schildersfamilie Coclers een zekere faam. De bekendste leden van de Coclers-familie waren Philippe Coclers (ca. 1660-1721), zijn zoon Jean-Baptiste Coclers (1696-1772) en kleinzoon Louis Bernard Coclers (1740-1817). De schilder Johann Friedrich August Tischbein (1750-1812) werd te Maastricht geboren, maar werkte zijn hele leven elders.

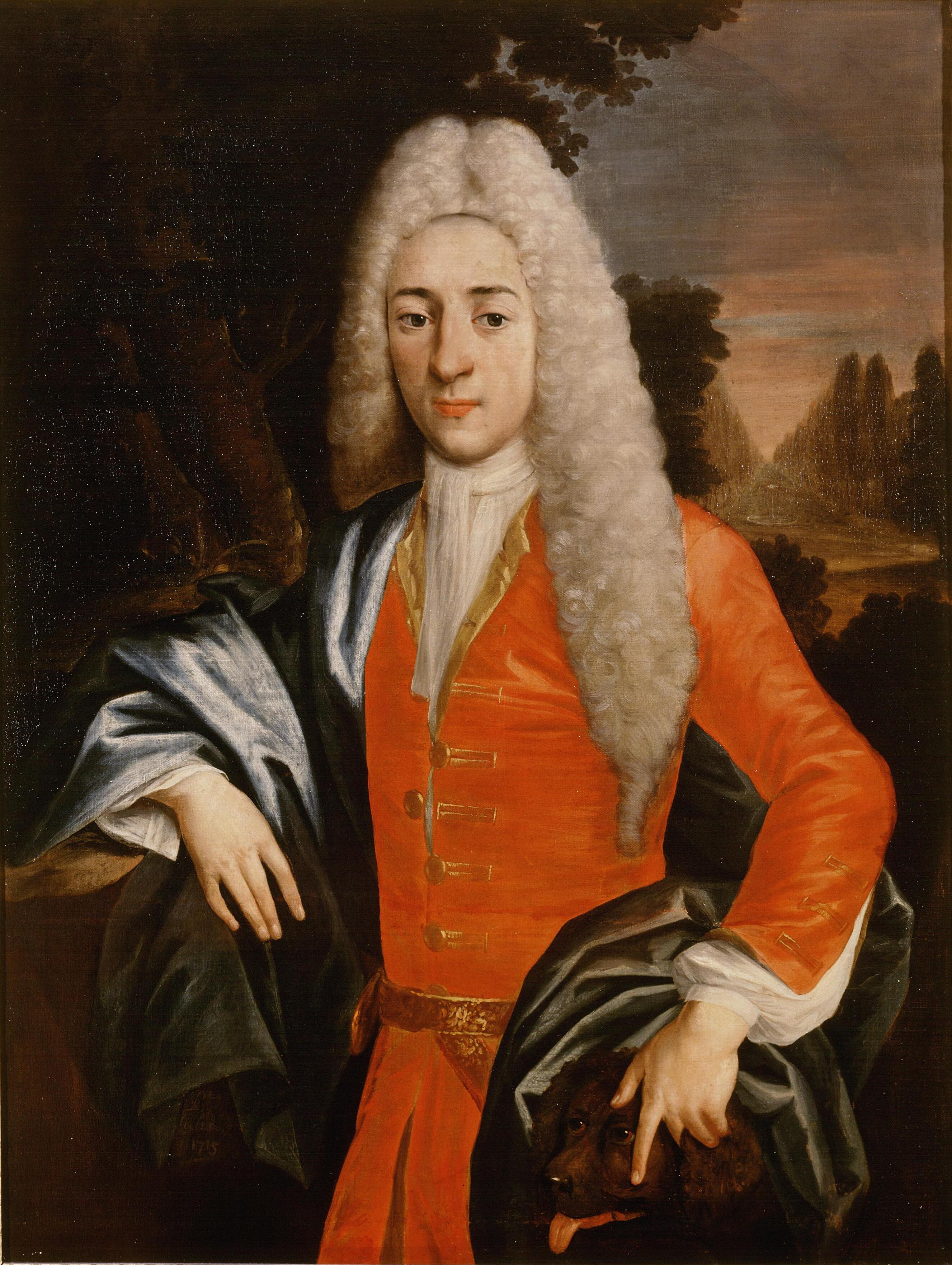
Ph. Coclers, Portret J.H. Baumhauer (1715)
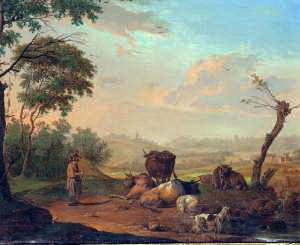
De Fassin, Herder die het vee drenkt (1769)
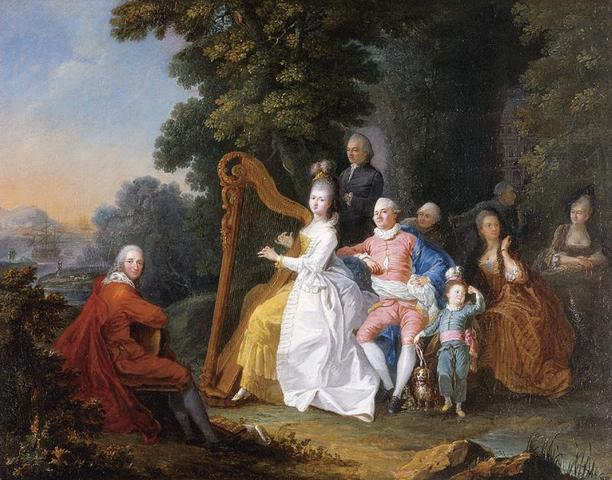
De Lovinfosse, Landelijk tafereel (1771)
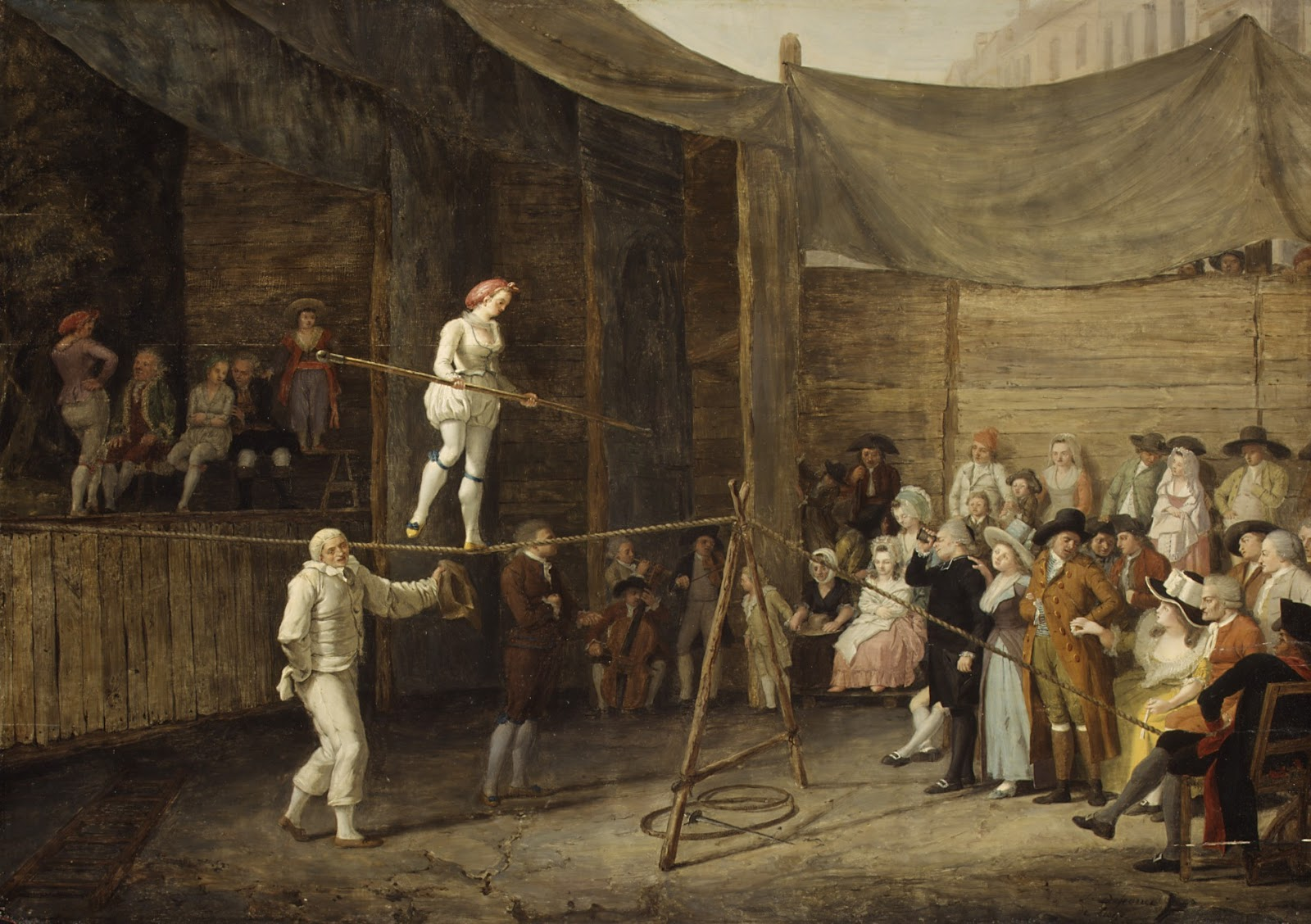
Defrance, Koorddanser (2e helft 18e eeuw)

## Beeldhouwkunst

### 17e eeuw
De belangrijkste Luikse beeldhouwer uit de barokperiode is Jean Del Cour (1627-1707), ook wel 'de Luikse Bernini' genoemd. Delcour had in Rome gestudeerd en bezat een eigen steenhouwerij in Theux. Zijn werk bevindt zich in tal van kerken en musea in en buiten Luik. Bekend is ook zijn fontein op de Markt in Luik, waarop de Luikse perroen is geplaatst. Del Cour's belangrijkste rivaal in Luik was Arnold de Hontoire (ca. 1630-1709), die in 1694 het grafmonument van prins-bisschop Johan Lodewijk van Elderen mocht ontwerpen (thans in de Sint-Martinuskerk in Genoelselderen). Een overweldigende indruk van het werk van zowel Del Cour als De Hontoire geeft het interieur van de Sint-Jacobskerk in Luik. In tegenstelling tot eerstgenoemde had De Hontoire verschillende leerlingen en navolgers, onder anderen Robert Verburg (ca. 1654-1720) en Cornelis van der Veken (1666-1740).
In de omgeving van Maastricht werkte Joannes Bossier (ca. 1640-ca. 1700). Hij ontwierp onder andere het grafmonument van de graaf en gravin van den Berg in de Dominicanenkerk, dat begin 19e eeuw werd overgebracht naar de Sint-Servaaskerk. Van Artus Quellinus de Jonge (1625-1700), in Sint-Truiden geboren, maar voornamelijk werkzaam buiten het prinsbisdom, is het marmeren praalgraf van abdis Anna Catharina de Lamboy, oorspronkelijk in de abdij van Herkenrode, thans in de Virga Jessebasiliek in Hasselt. De Luikenaren Jean Varin (1607-1672) en Gérard-Léonard Hérard (1636-1675) waren voornamelijk werkzaam in Parijs en Versailles.

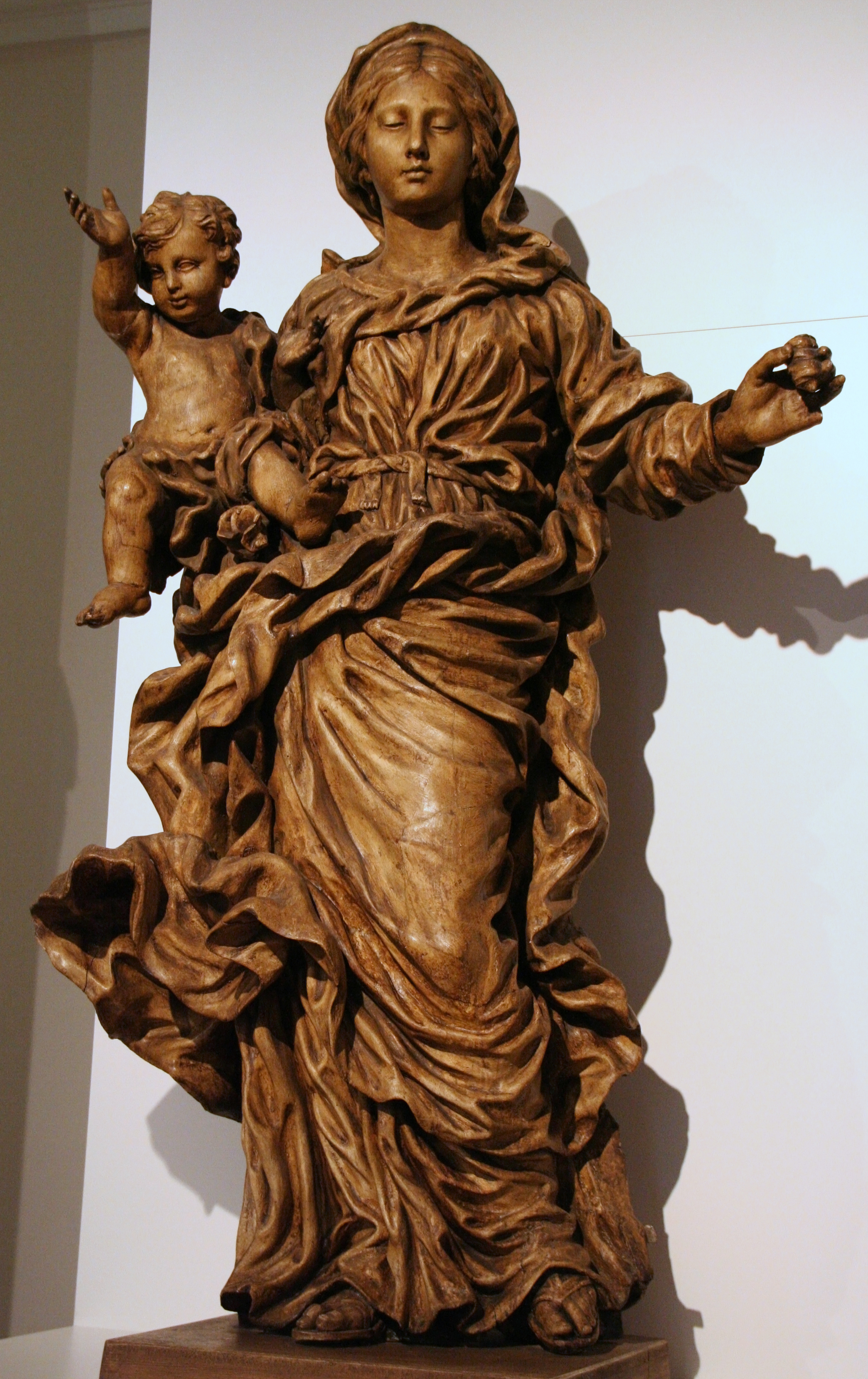
Madonna met Kind (Del Cour, 1693), Grand Curtius, Luik
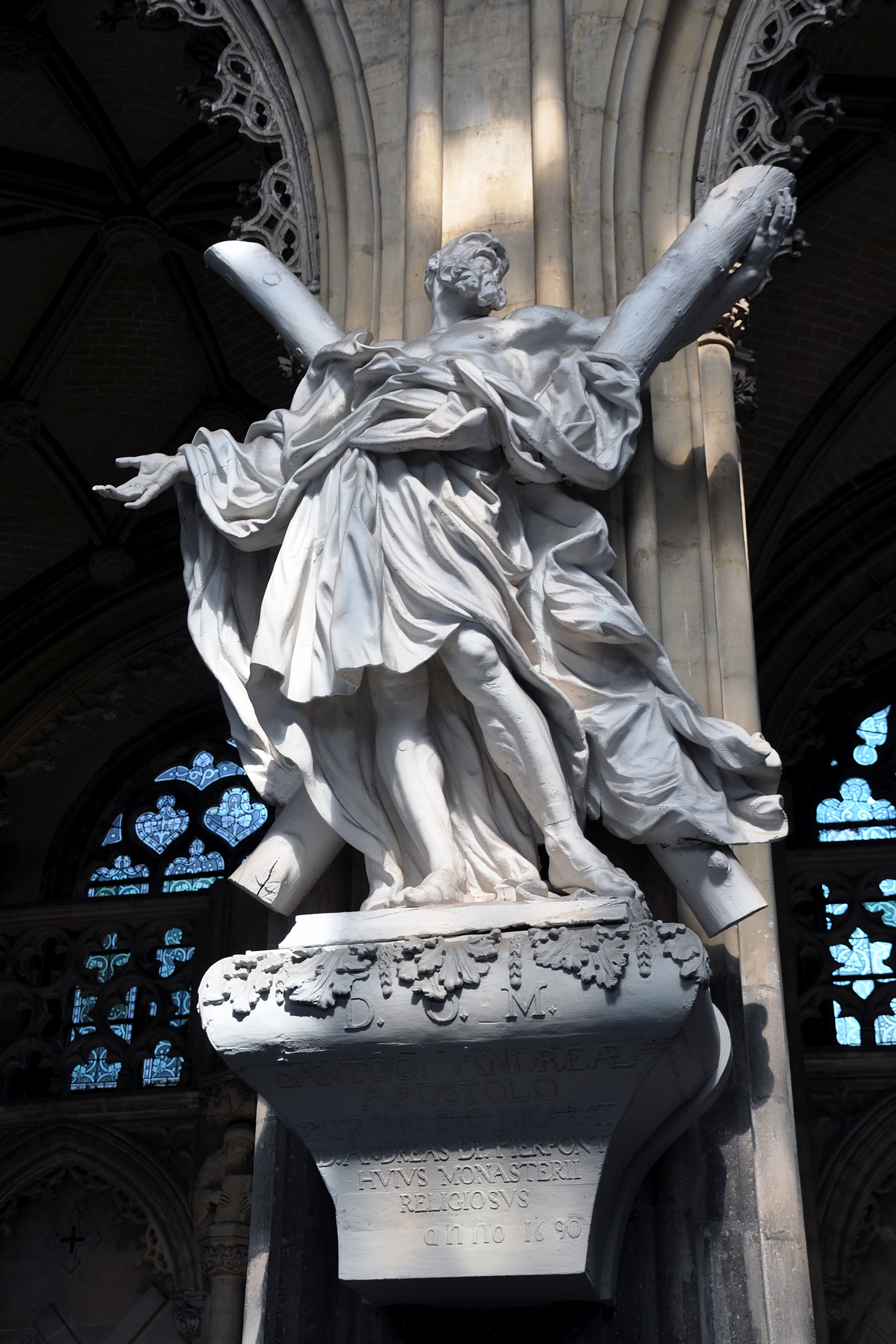
Sint-Andreas (De Hontoire, 1690) St-Jacobskerk, Luik
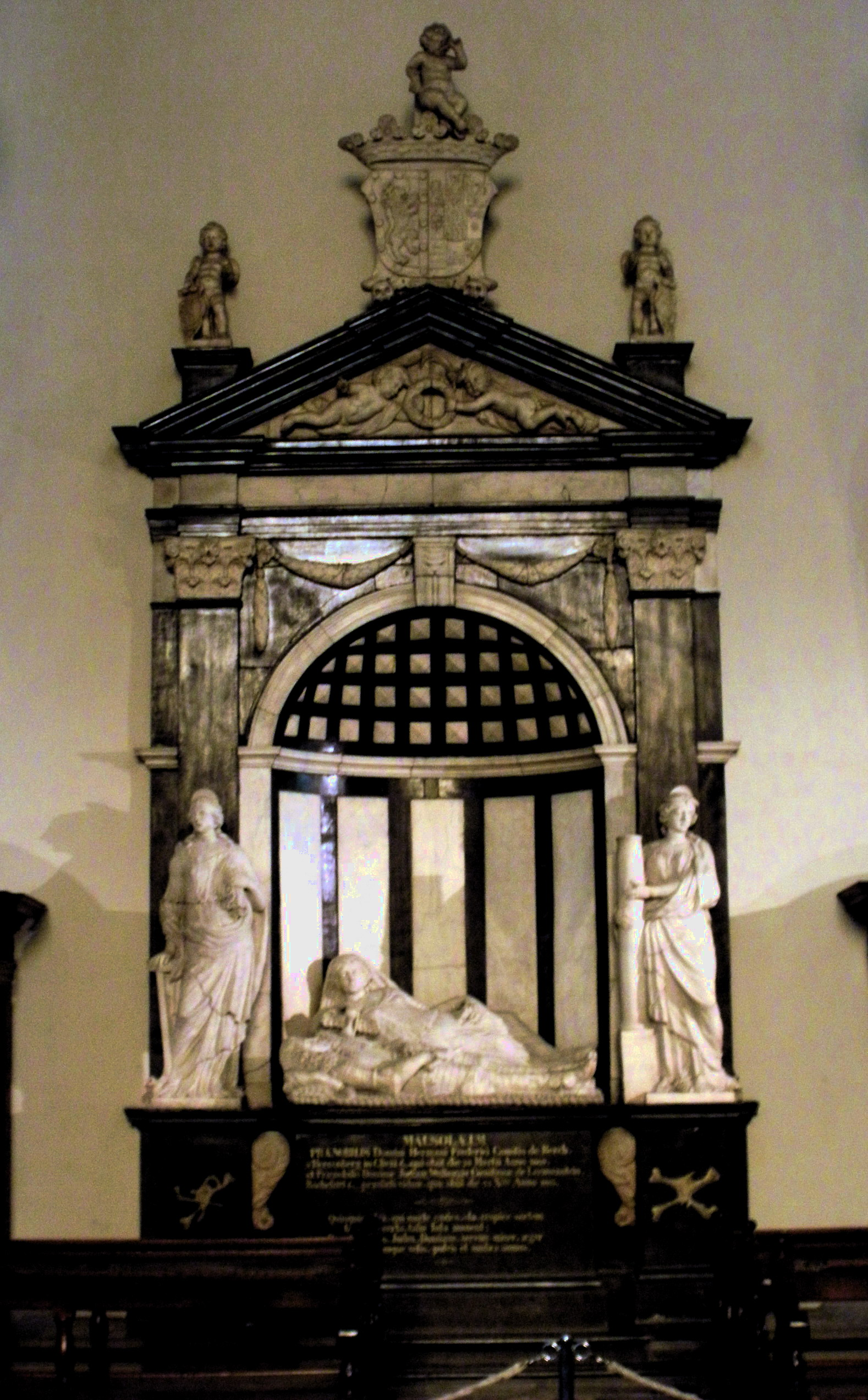
Grafmonument (Bossier, 1683), St-Servaaskerk, Maastricht
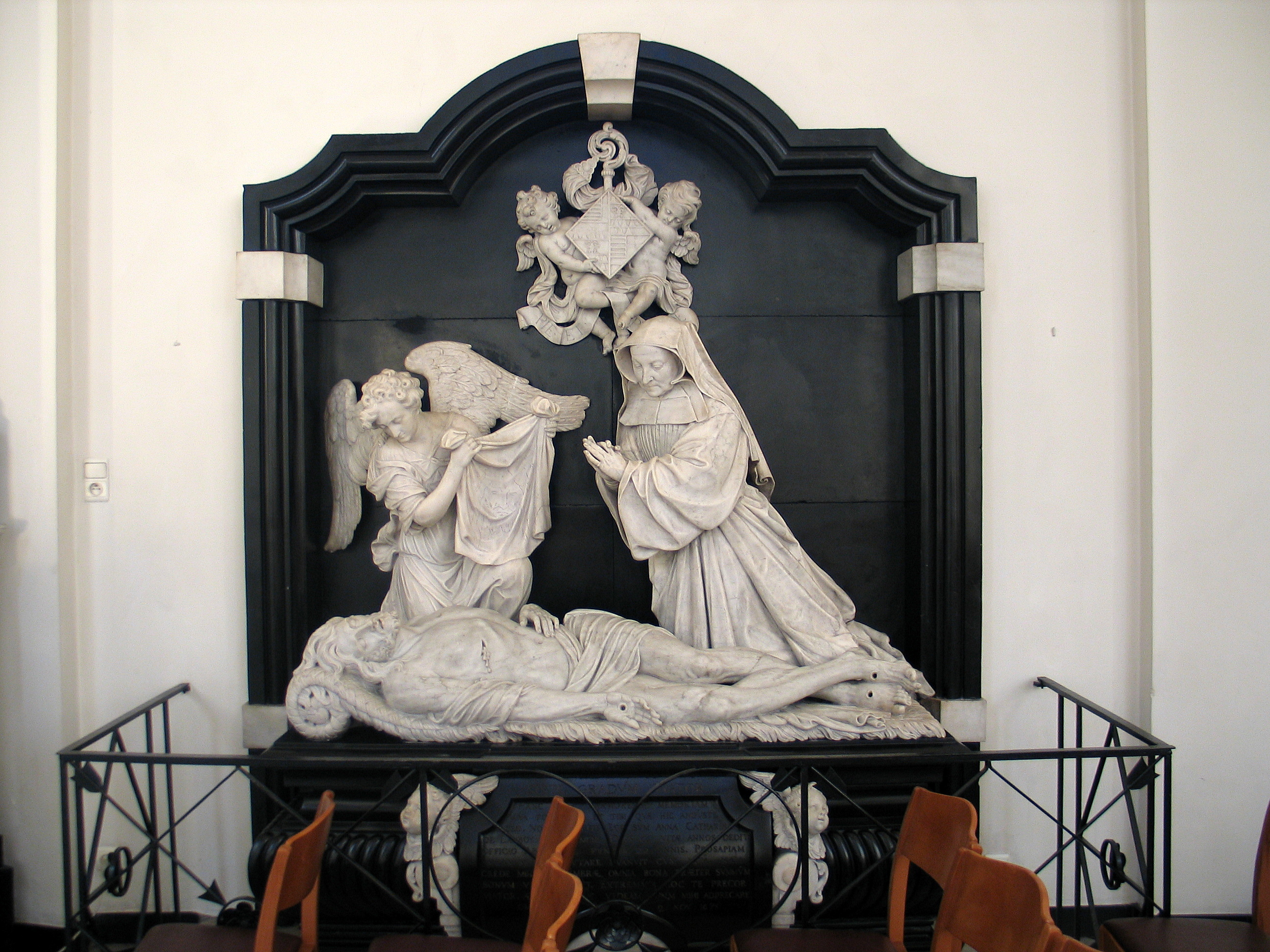
Praalgraf (Quellinus, 1675), Virgo Jessebasiliek, Hasselt

### 18e eeuw
De bekendste namen van Luikse beeldhouwers uit de 18e eeuw zijn: de eerder genoemde Cornélis Vander Veken (1666-1740), Renier Panhay de Rendeux (1684-1744), Jacques Vivroux (1703-1777), Guillaume Évrard (1709-1793) en François-Joseph Dewandre (1758-1835). Van Vivroux zijn een groot aantal heiligenbeelden in diverse Luikse kerken bewaard gebleven. Évrard ontwierp de grafmonumenten van maar liefst drie prins-bisschoppen in de Sint-Lambertuskathedraal: in 1744 het mausoleum van George Lodewijk van Bergen (grotendeels vernietigd), in 1763 dat van Johan Theodoor van Beieren (vernield) en in 1772 dat van Karel Nicolaas Alexander d'Oultremont (verplaatst naar de kapel van het kasteel van Warfusée). Na de dood van Franciscus Karel de Velbrück in 1784 kreeg Dewandre de opdracht voor diens grafmonument in de Lambertuskathedraal, dat thans te zien is in de kloostergang van de Sint-Pauluskathedraal.
De Namense beeldhouwer Denis-Georges Bayar (1690-1774) kreeg veel opdrachten van abdij- en kapittelkerken in het prinsbisdom (onder andere in Gembloers, Floreffe, Walcourt, Heylissem, Averbode, Sint-Truiden, Hakendover en Maastricht). De in Gent geboren beeldhouwer Laurent Delvaux woonde weliswaar een groot deel van zijn leven in de Luikse stad Nijvel, maar werkte in de hele Zuidelijke Nederlanden en daarbuiten. De in zijn tijd beroemde Vlaamse beeldhouwer Gabriël Grupello werkte voornamelijk in Brussel en Düsseldorf, maar vestigde zich aan het eind van zijn leven op het kasteel Erenstein in Kerkrade. De Akense bouwmeesters Johann Joseph Couven en Jakob Couven ontwierpen enkele fonteinen in de openbare ruimte. J.J. Couven maakte in 1735 het ontwerp voor het hardstenen bekken van de Karlsbrunnen (Karelsfontein), waarop een begin 17e eeuw in Dinant gegoten beeld van Karel de Grote en een eveneens 17e-eeuwse bronzen schaal werden geplaatst.

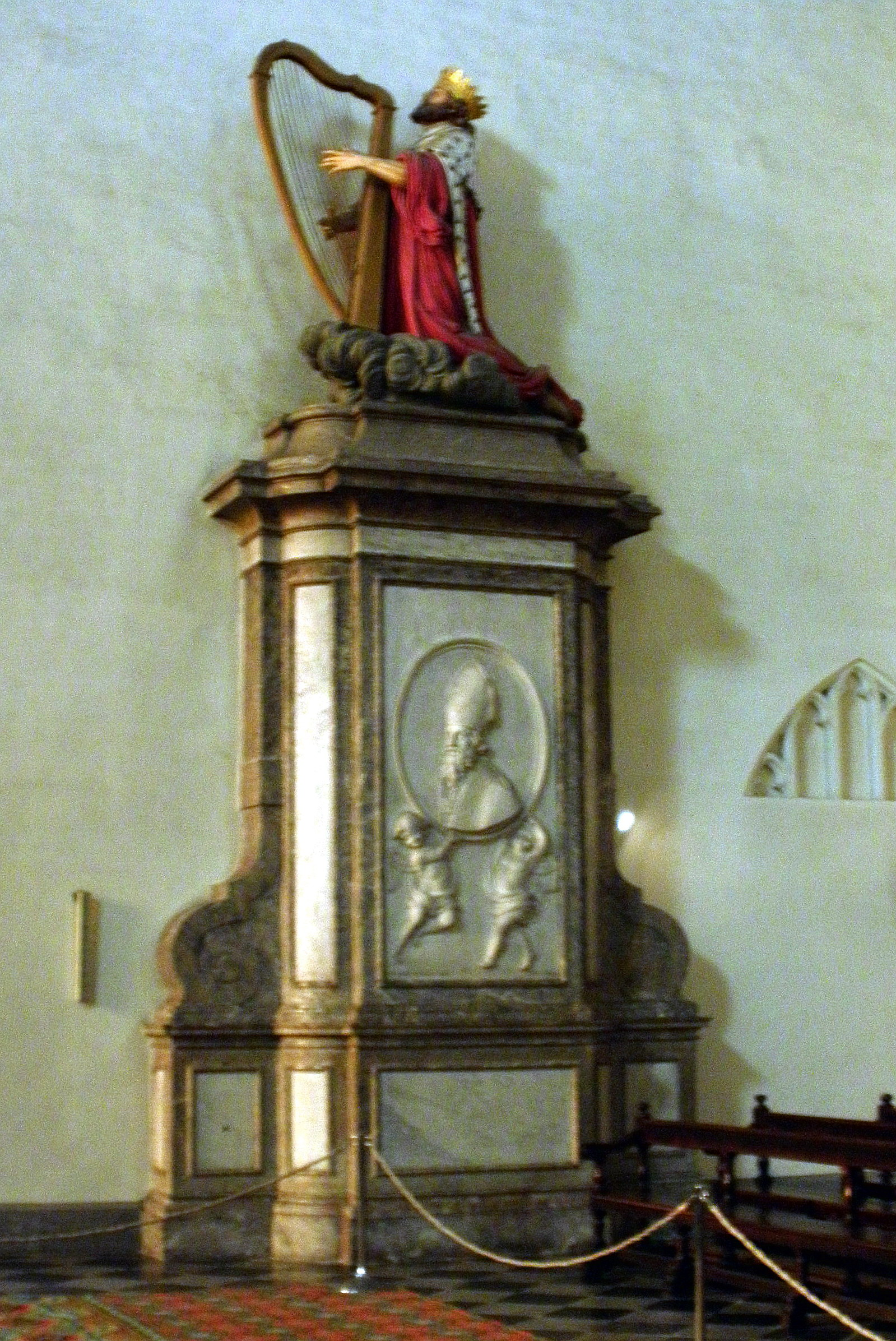
Koning David, St-Servaaskerk, Maastricht (Bayar, 1732)
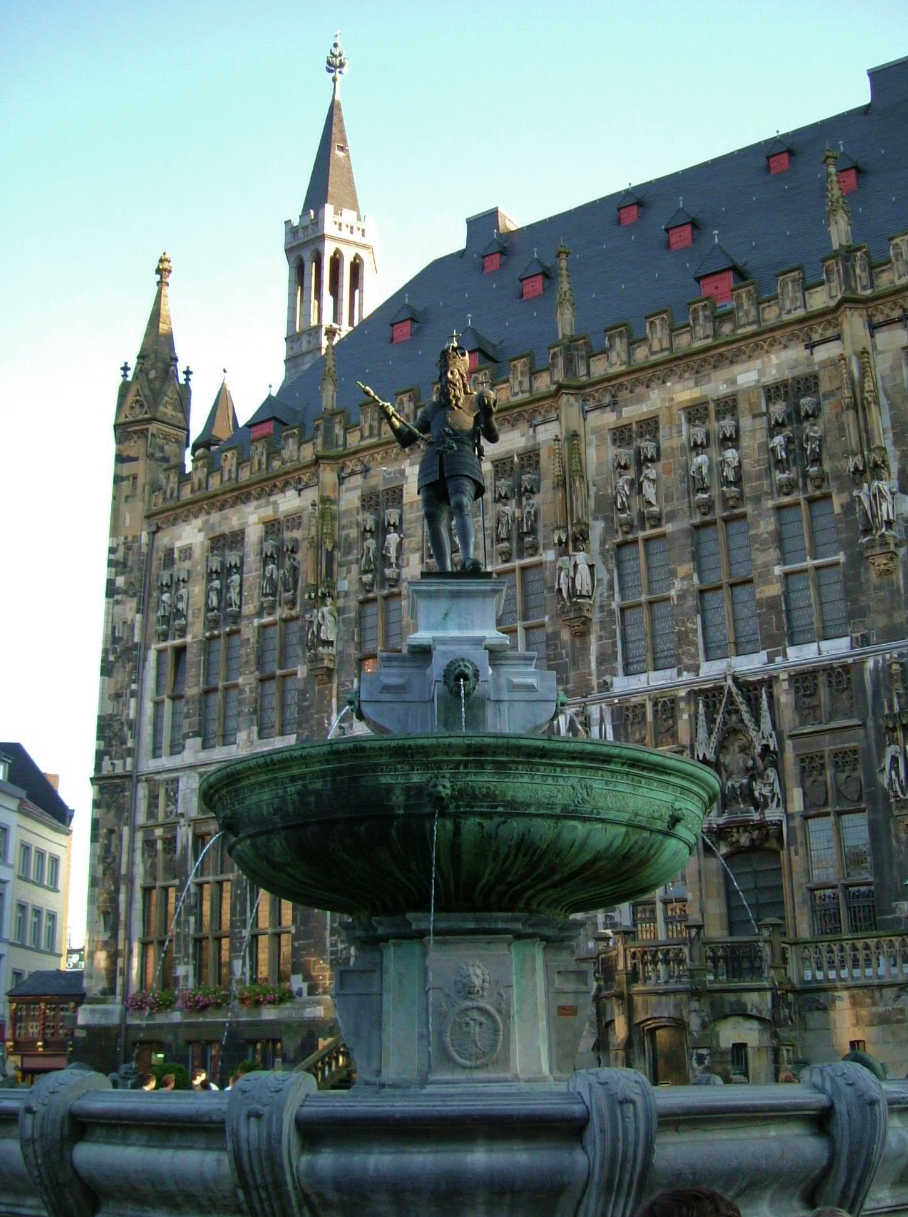
Karelsfontein Aken (J.J. Couven, 1735)
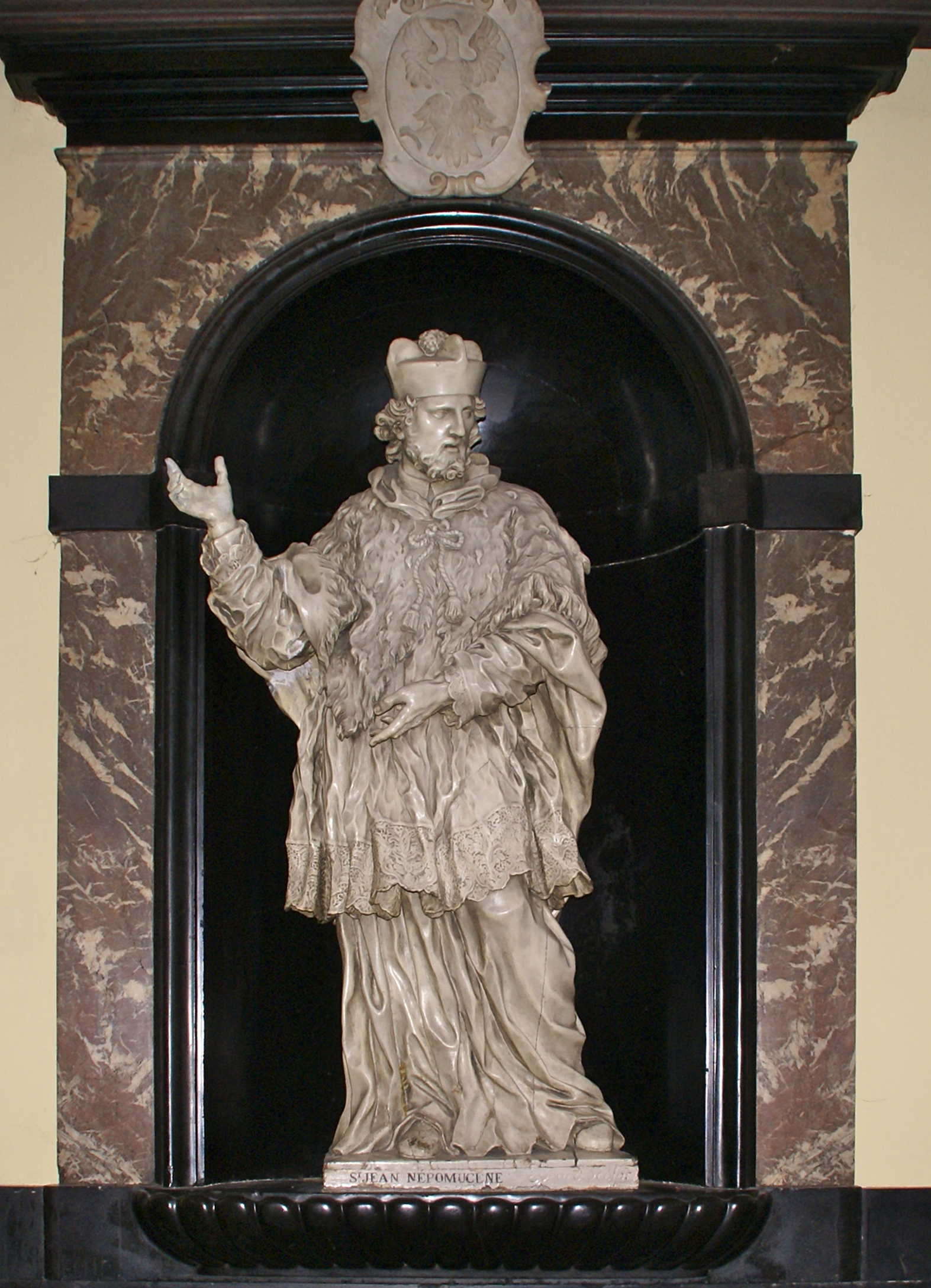
Johannes Nepomucenus, St-Denijskerk, Luik (Évrard, ca. 1746)
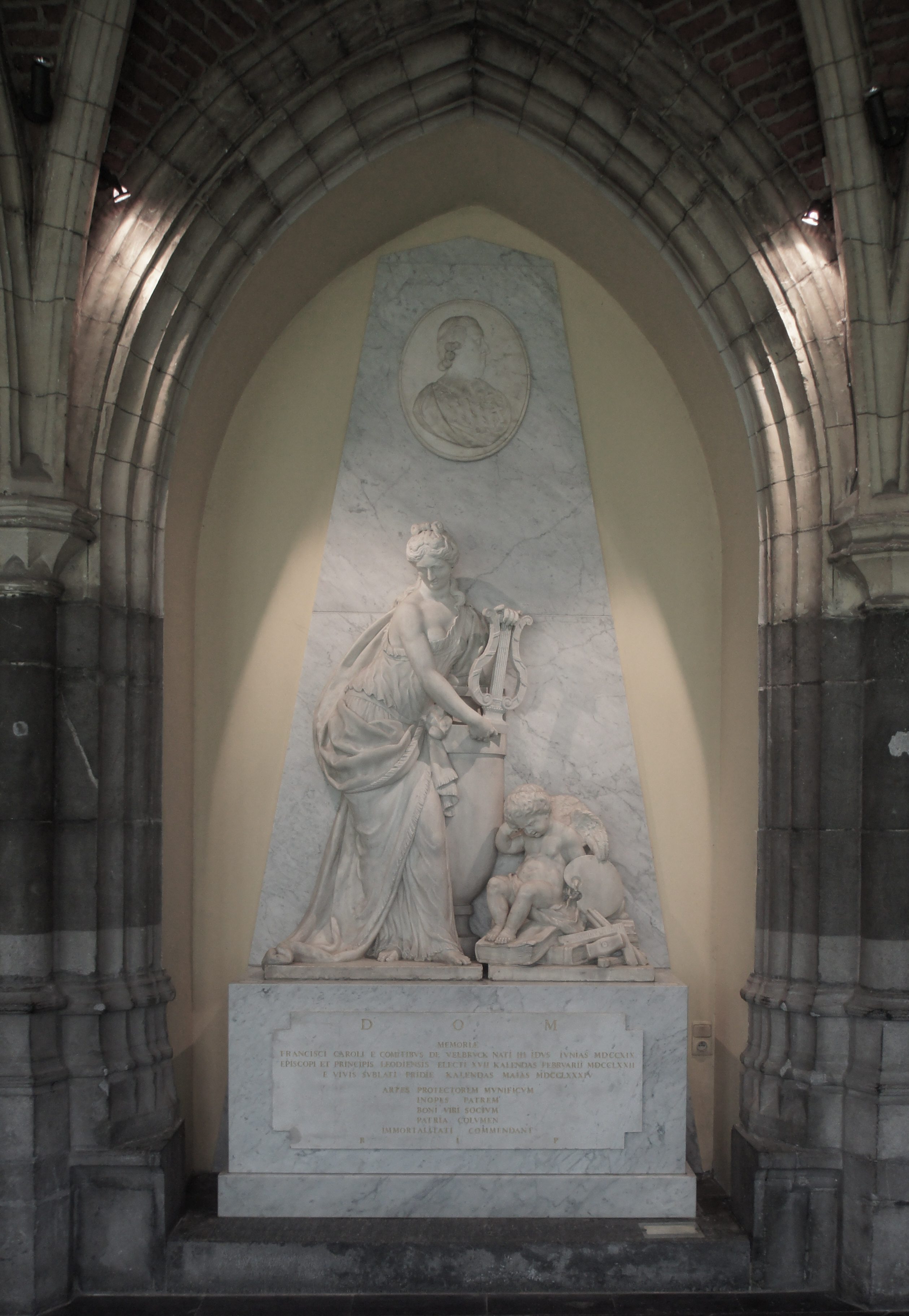
Grafmonument, St-Pauluskathedraal, Luik (Dewandre, 1784)

## Architectuur
De in Italië tot ontwikkeling gekomen barokarchitectuur sloeg niet meteen aan in het prinsbisdom Luik. Op enkele jezuïeten- en augustijnenkerken na, werd er in het 17e-eeuwse Luik en het Maasland veelal gebouwd volgens de lokale bouwtrant van de Maaslandse renaissance. Het Hollands classicisme vond, na de bouw van het stadhuis van Maastricht, nauwelijks navolging. In de eerste helft van de 18e eeuw verrezen in de regio, door de toegenomen welvaart, een groot aantal elegante burgerhuizen en buitenverblijven. Aanvankelijk beantwoordden buitenlandse architecten (onder andere Johann Lukas von Hildebrandt, Johann Conrad Schlaun en Gaetano Matteo Pisoni) aan de toegenomen vraag. Geleidelijk kwamen er ook steeds meer lokale bouwmeesters. In het Franstalige deel van het prinsbisdom waren de belangrijkste architecten in de tweede helft van de 18e eeuw Jean-Gilles Jacob, Etienne Fayen, Barthélemy Digneffe, Jacques-Barthélemy Renoz en Ghislain-Joseph Henry. In het Duitstalige deel van het prinsbisdom Luik en het Rijk van Aken waren dat Laurenz Mefferdatis, Joseph Moretti, Johann Joseph Couven en Jakob Couven. In Maastricht was de van oorsprong Luikse architectenfamilie Soiron in de tweede helft van de 18e eeuw toonaangevend: de broers François en Matheius Soiron bouwden vooral in de Duitse grensregio; de zoon van Mateius, Mathias Soiron, was vooral actief in Maastricht en directe omgeving.

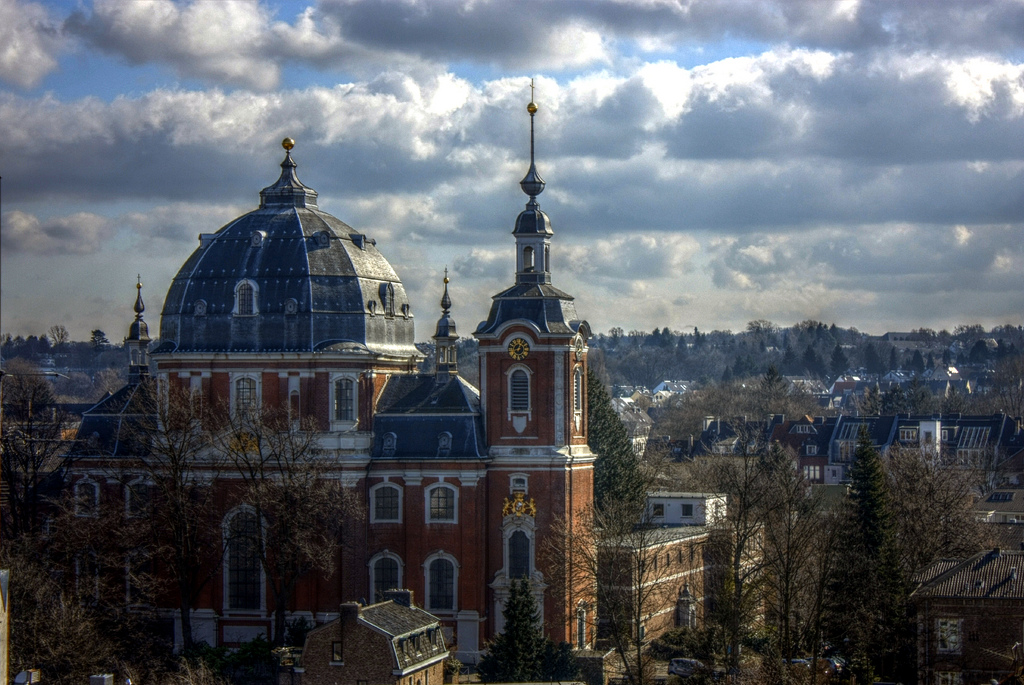
Abdijkerk Burtscheid (J.J. Couven, 1730/1748)
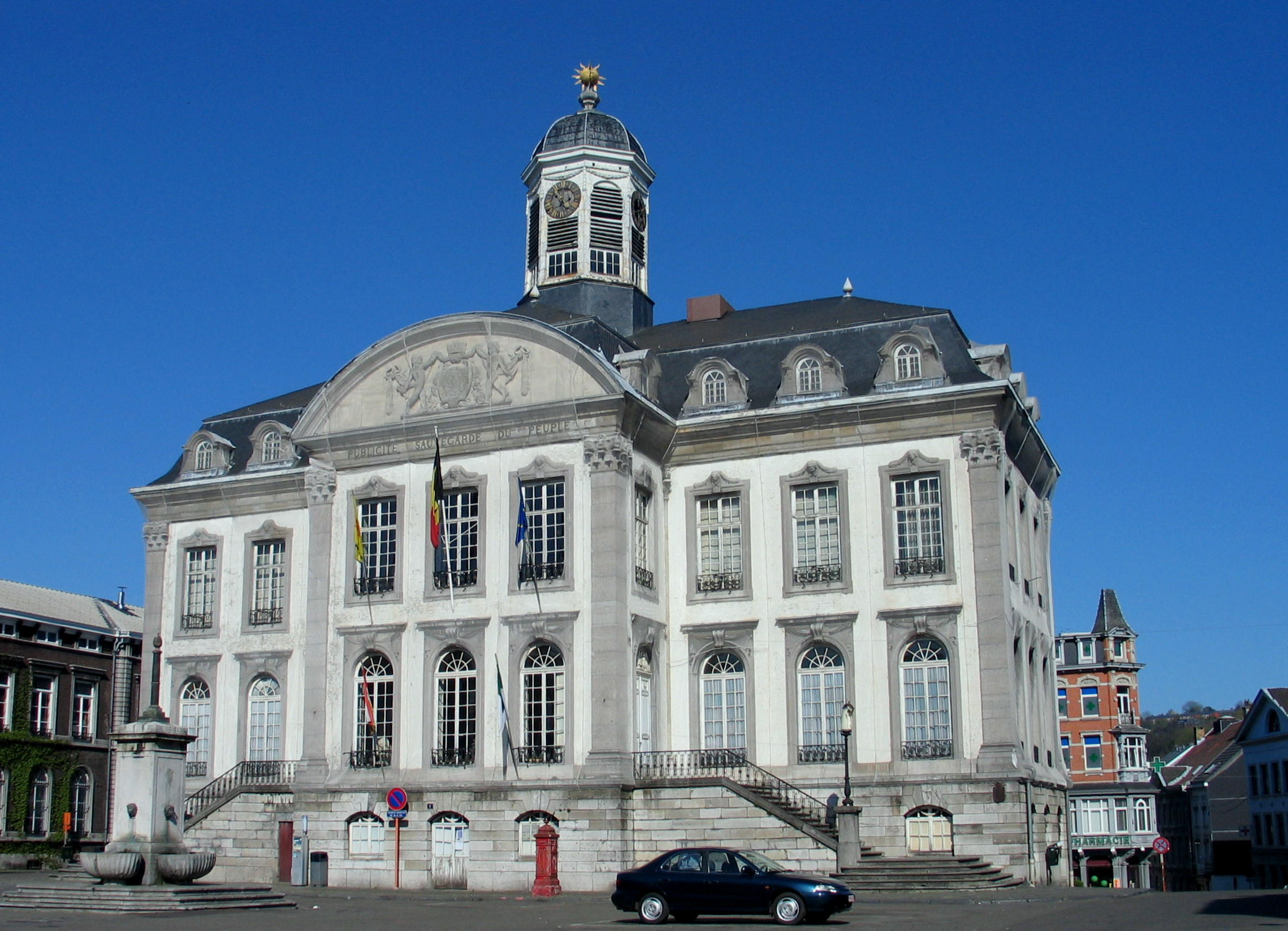
Stadhuis van Verviers (Renoz, 1775)
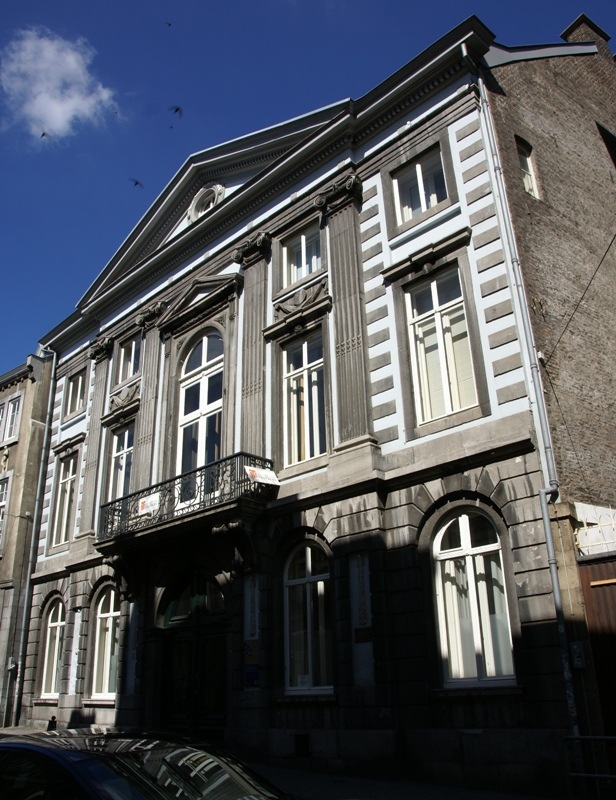
Huis Soiron, Maastricht (Mathias Soiron, 1777)
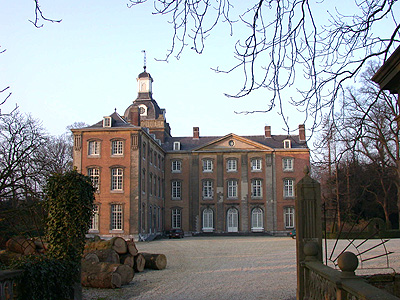
Kasteel Amstenrade (Digneffe, 1781)

## Toegepaste kunst
In de 18e eeuw verrezen in de steden Luik, Aken en Maastricht en elders in het prinsbisdom tal van luxueuze stadspaleizen en kastelen, die volgens de laatste Franse mode werden ingericht (Lodewijk XIV-, Régence, Lodewijk XV- en Lodewijk XVI-stijl). Dit leidde tot een bloeiperiode in de toegepaste kunsten (interieurontwerp, stucwerkdecoraties, meubels, klokken, glas, porselein en zilverwerk). Daarbij zijn de Franse stijlen meestal te herkennen, maar zijn ook lokale invloeden zichtbaar. In de collecties van de Koninklijke Musea voor Kunst en Geschiedenis (KMKG) te Brussel, de Luikse musea Grand Curtius en Musée d'Ansembourg, het Maastrichtse Museum aan het Vrijthof en het Akense Couvenmuseum zijn stijlkamers met zaalbetimmeringen, meubels, klokken en andere siervoorwerpen uit deze periode te bewonderen. Verder geven de interieurs van de stadhuizen van Luik, Maastricht en Aken en talloze adellijke en burgerhuizen in de hele regio een beeld van de bloeiperiode van de Luiks-Akense barok.

### Kerkinterieurs
Daniël van Vlierden uit Hasselt vervaardigde eind 17e eeuw een deel van het barokke kerkmeubilair van de Sint-Pietersbandenkerk in Beringen en een zevental biechtstoelen voor de Dominicanenkerk in Maastricht, thans in de Sint-Servaasbasiliek. Het barokke altaar van Jean Del Cour (1631-1707), oorspronkelijk in de abdijkerk van Herkenrode, bevindt zich thans in de Virga Jessebasiliek in Hasselt. Het uit 1750 daterende Le Picard-orgel van de Onze-Lieve-Vrouwebasiliek in Tongeren heeft zeer uitbundig houtsnijwerk van Jean-Pierre Heuvelman. Van de architect Mathias Soiron zijn ontwerpen van preekstoelen en ander kerkmeubilair bewaard, onder andere voor de Sint-Servaaskerk in Maastricht. Johann Adam Schöpf decoreerde in 1751 het interieur van de Sint-Gerlachuskerk in Houthem met frecos in Zuid-Duitse rococostijl. De architect Johann Joseph Couven ontwierp onder andere barokke altaren, preekstoelen en orgelkasten in kerken in Aken, Kornelimünster, Eupen en Kerkrade.

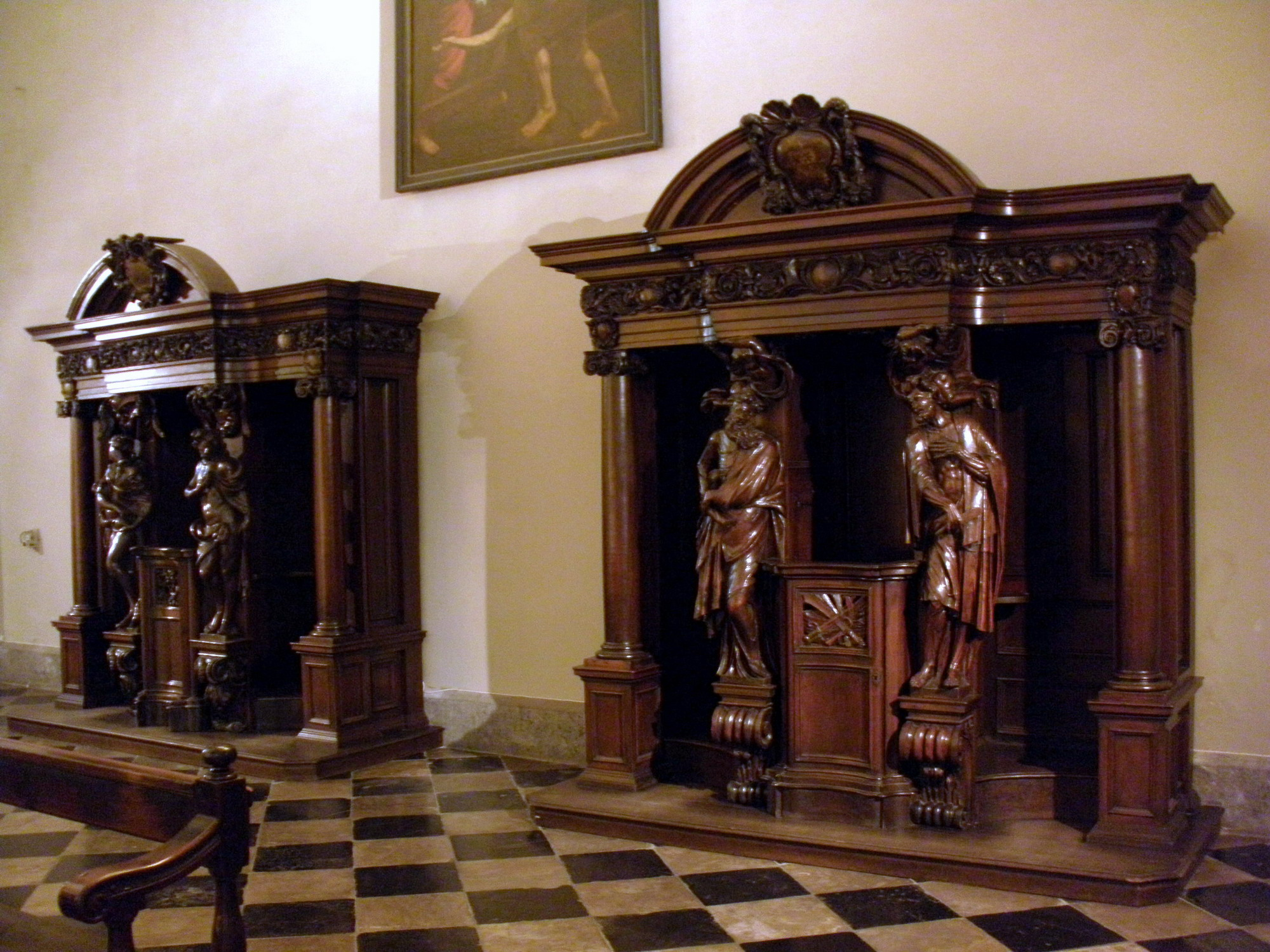
Biechtstoelen St-Servaaskerk, Maastricht (Van Vlierden, ca. 1700)
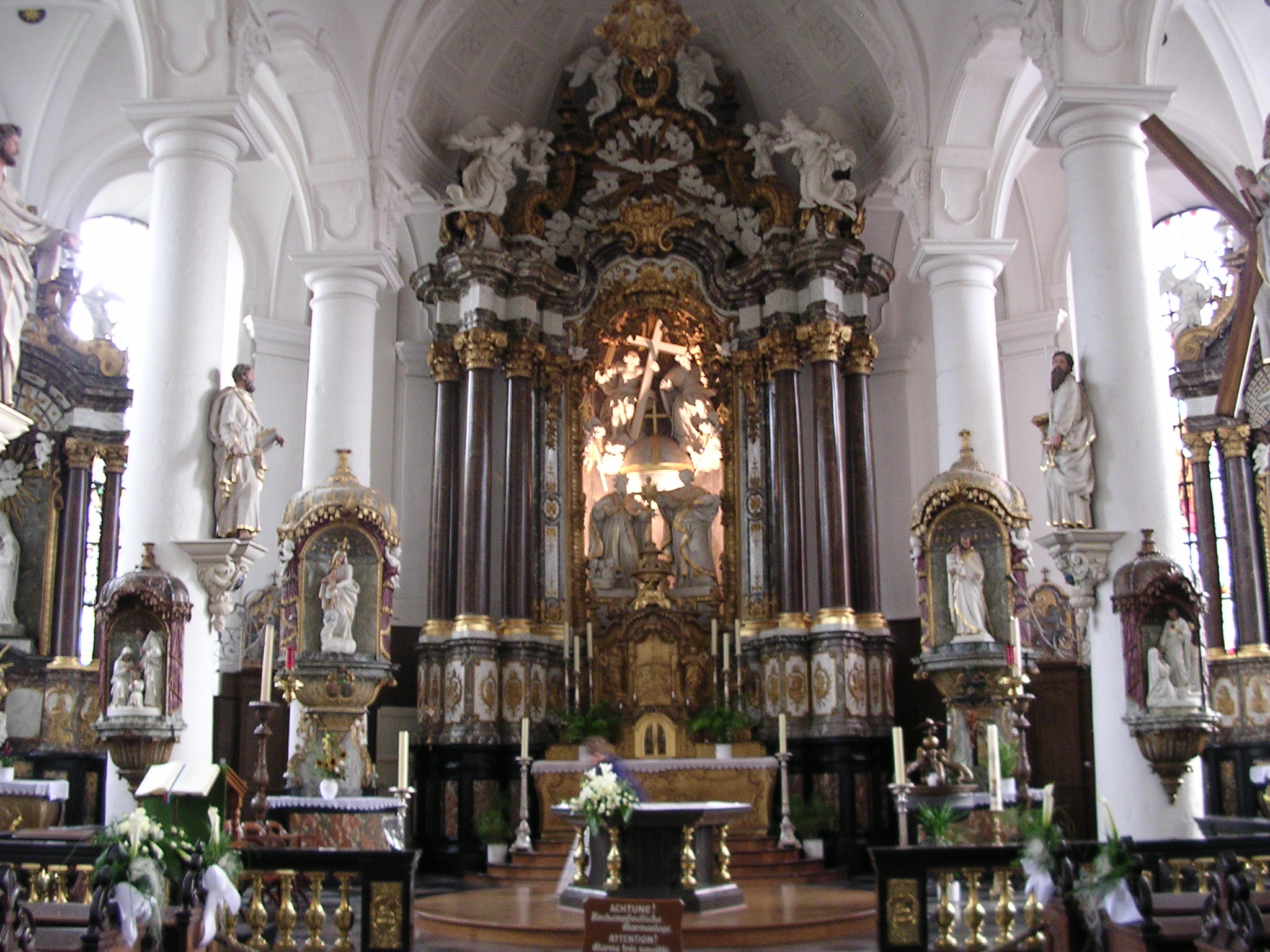
Interieur St-Nicolaaskerk, Eupen (J.J. Couven, 1744)
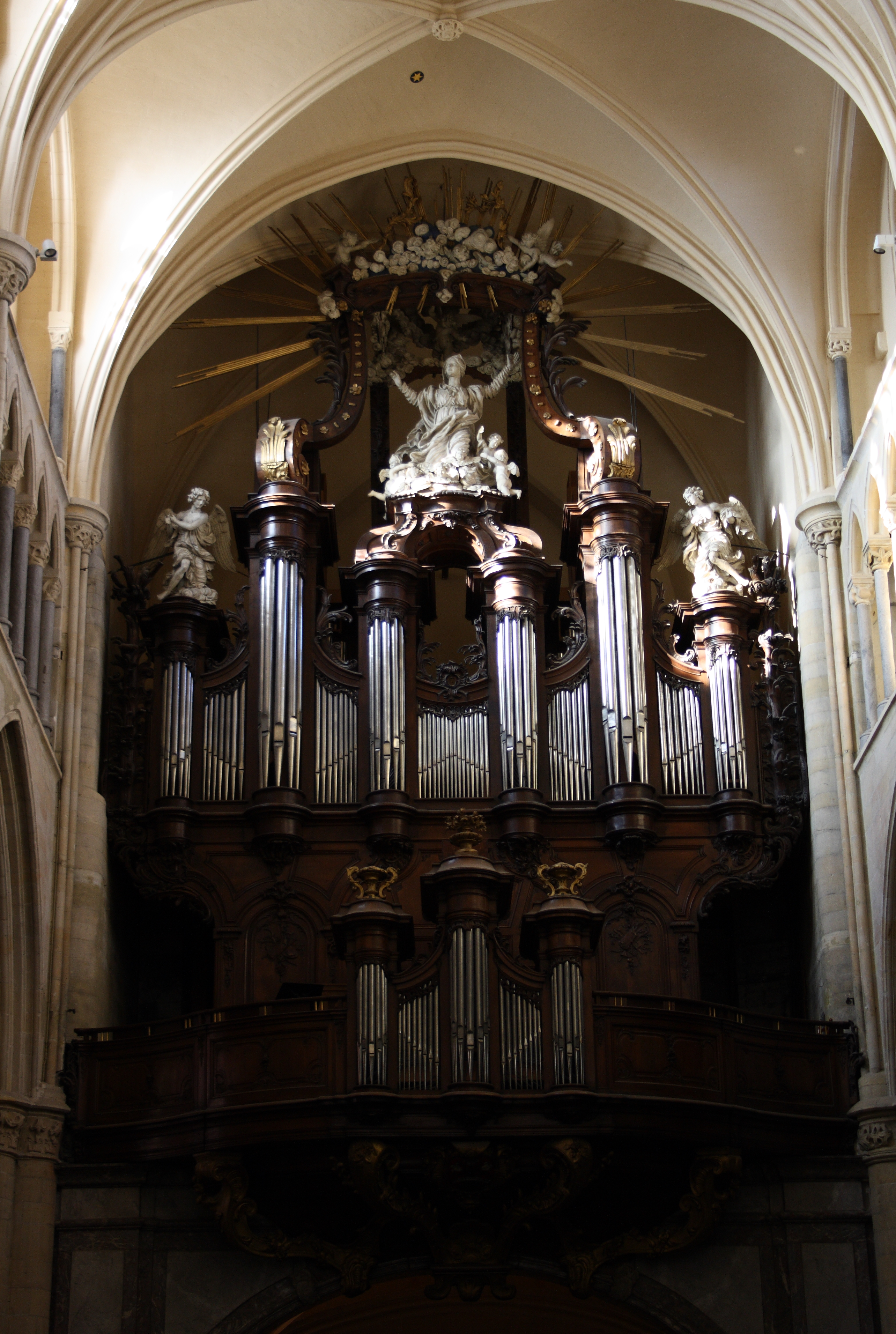
Orgel OLV-basiliek, Tongeren (Heuvelman, 1750)
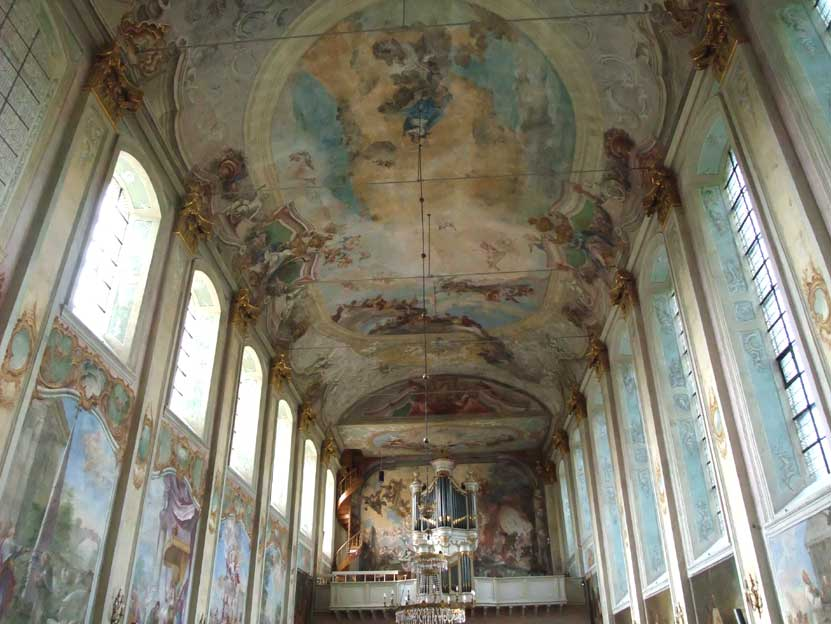
Frescos Sint-Gerlachuskerk, Houthem (Schöpf, 1751)

### Binnenhuisarchitectuur, sierstucwerk
Een belangrijk onderdeel van de 18e-eeuwse binnenhuisarchitectuur was het sierstucwerk, vaak geïntegreerd met plafond- en wandschilderingen en/of zaalbetimmeringen. De sierstucwerkers François de Tombay, Antoine-Pierre Franck en François-Joseph Duckers waren vooral werkzaam in het Franstalige deel van het prinsbisdom. De Italiaan Tomaso Vasalli was vanaf ca. 1720 werkzaam in Luik, Maastricht, Eupen en Aken. Joseph Moretti was vooral architect, maar kwam uit een familie van Italiaanse stukadoors. Hij ontwierp onder andere de rococobibliotheek van de abdij Rolduc. De uit Tessino afkomstige, maar in Maastricht woonachtige stucwerker Petrus Nicolaas Gagini bracht eind 18e eeuw zijn Italiaans aandoende berglandschappen en andere taferelen aan in kastelen en burgerhuizen in de hele regio, waarbij hij vaak samenwerkte met de architecten Mathias Soiron en Jakob Couven.

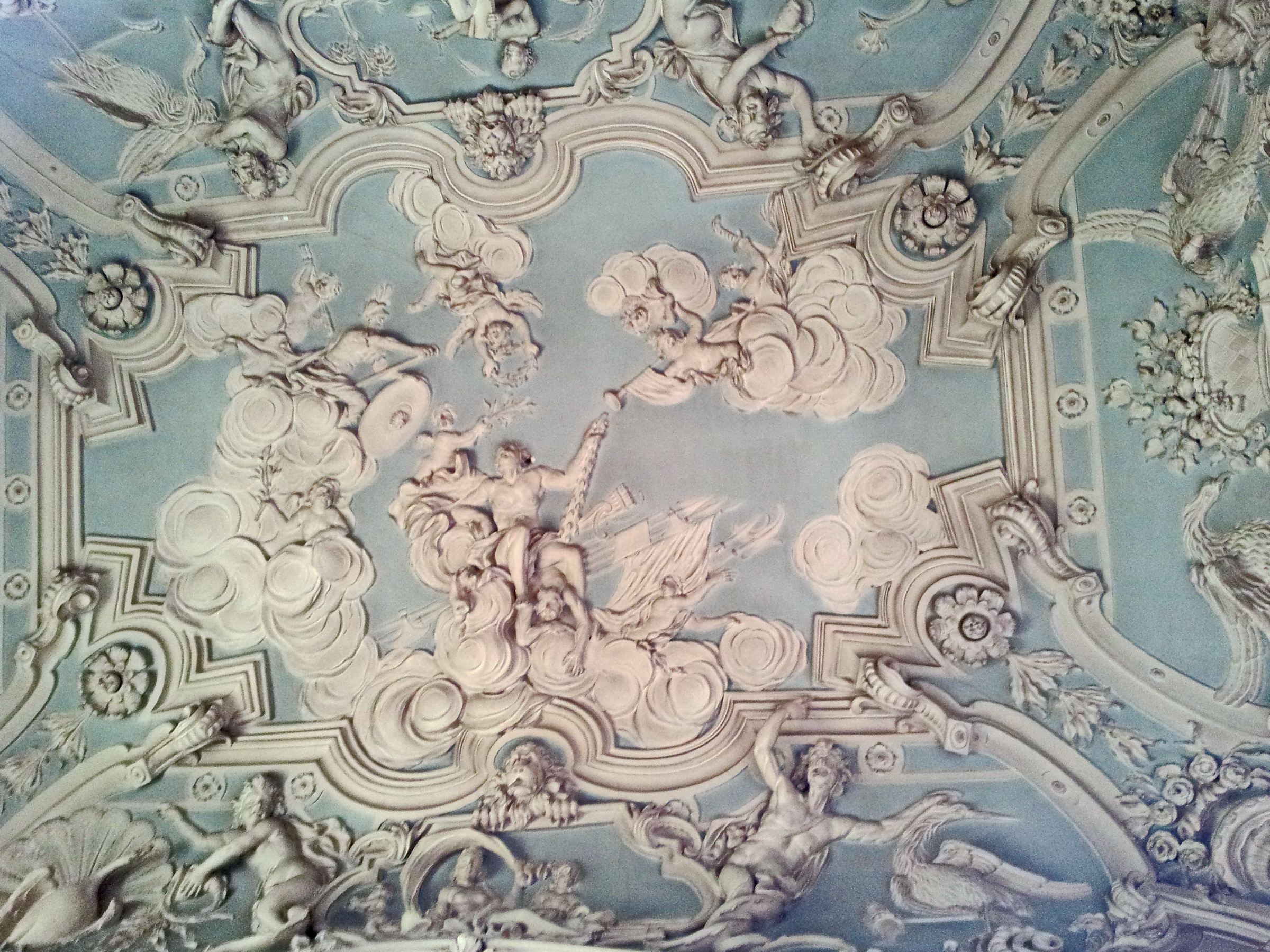
Musée d'Ansembourg, Luik (Vasalli, ca. 1735)
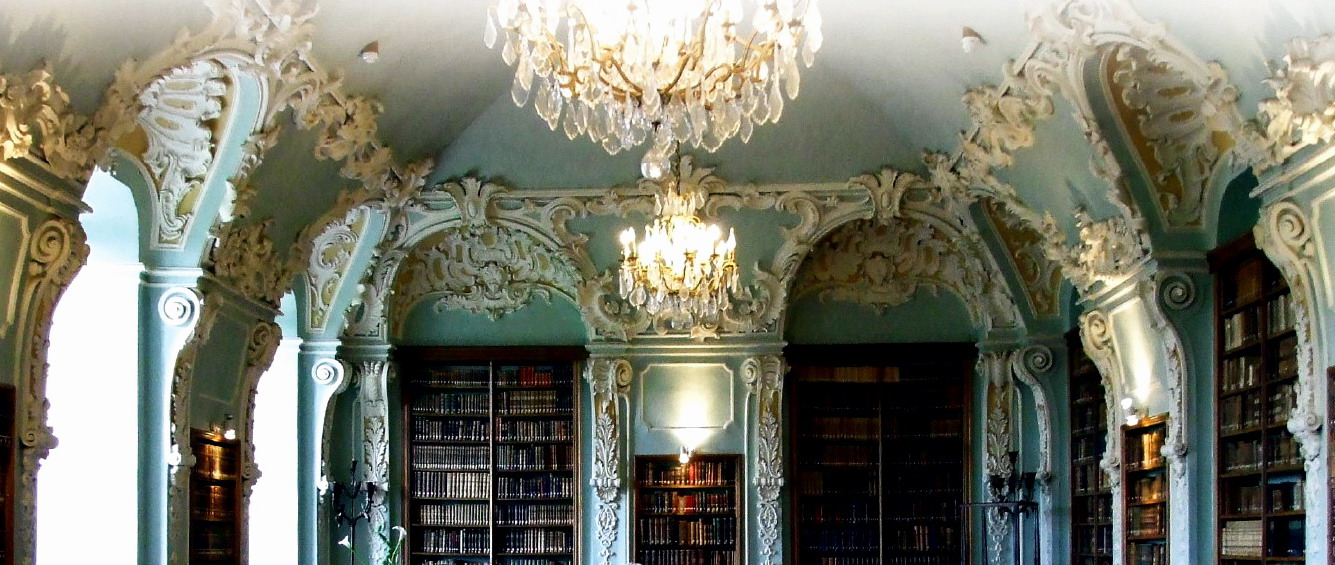
Bibliotheek Rolduc (Moretti, 1754)
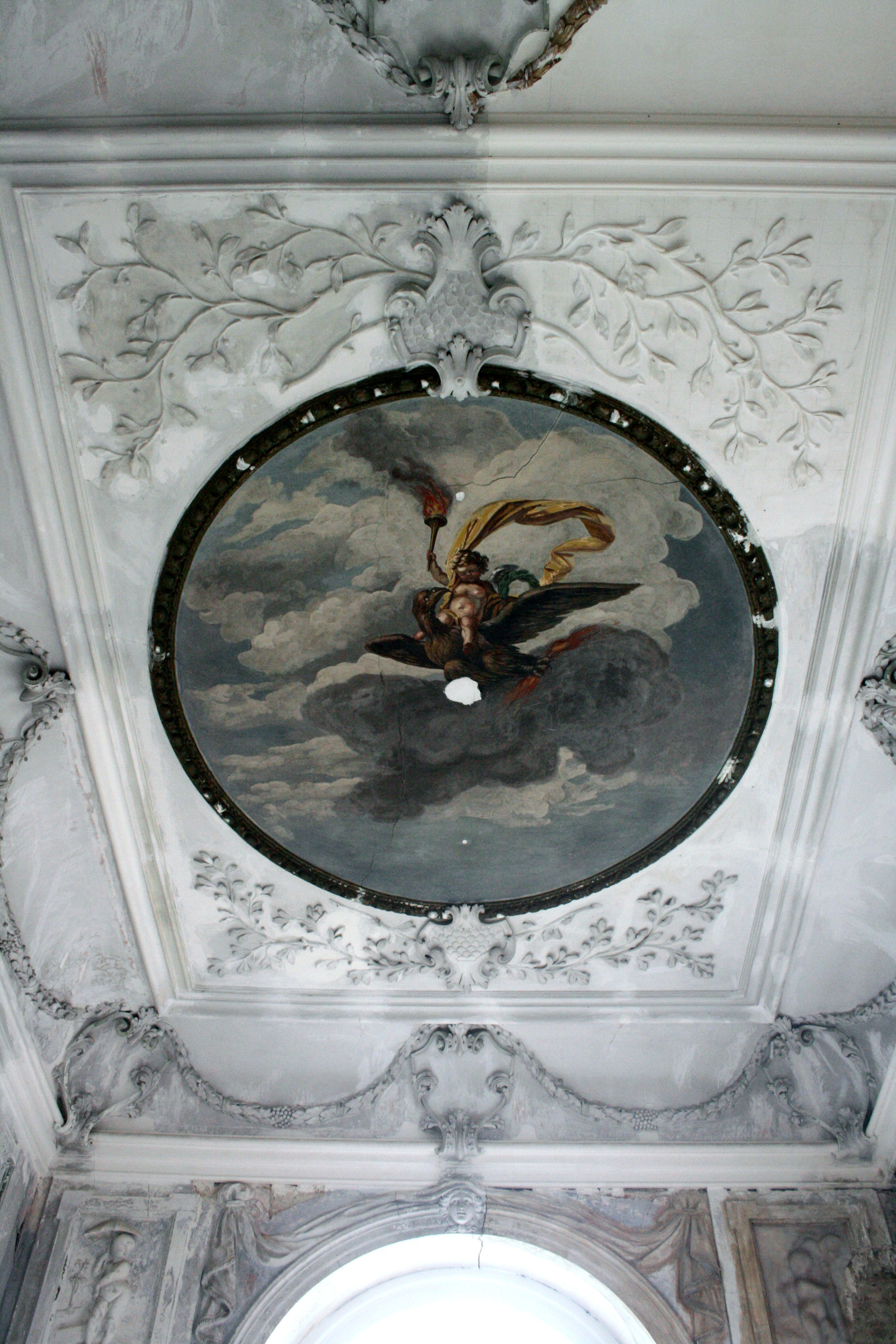
Waux-Hall, Spa (Franck, ca. 1770)
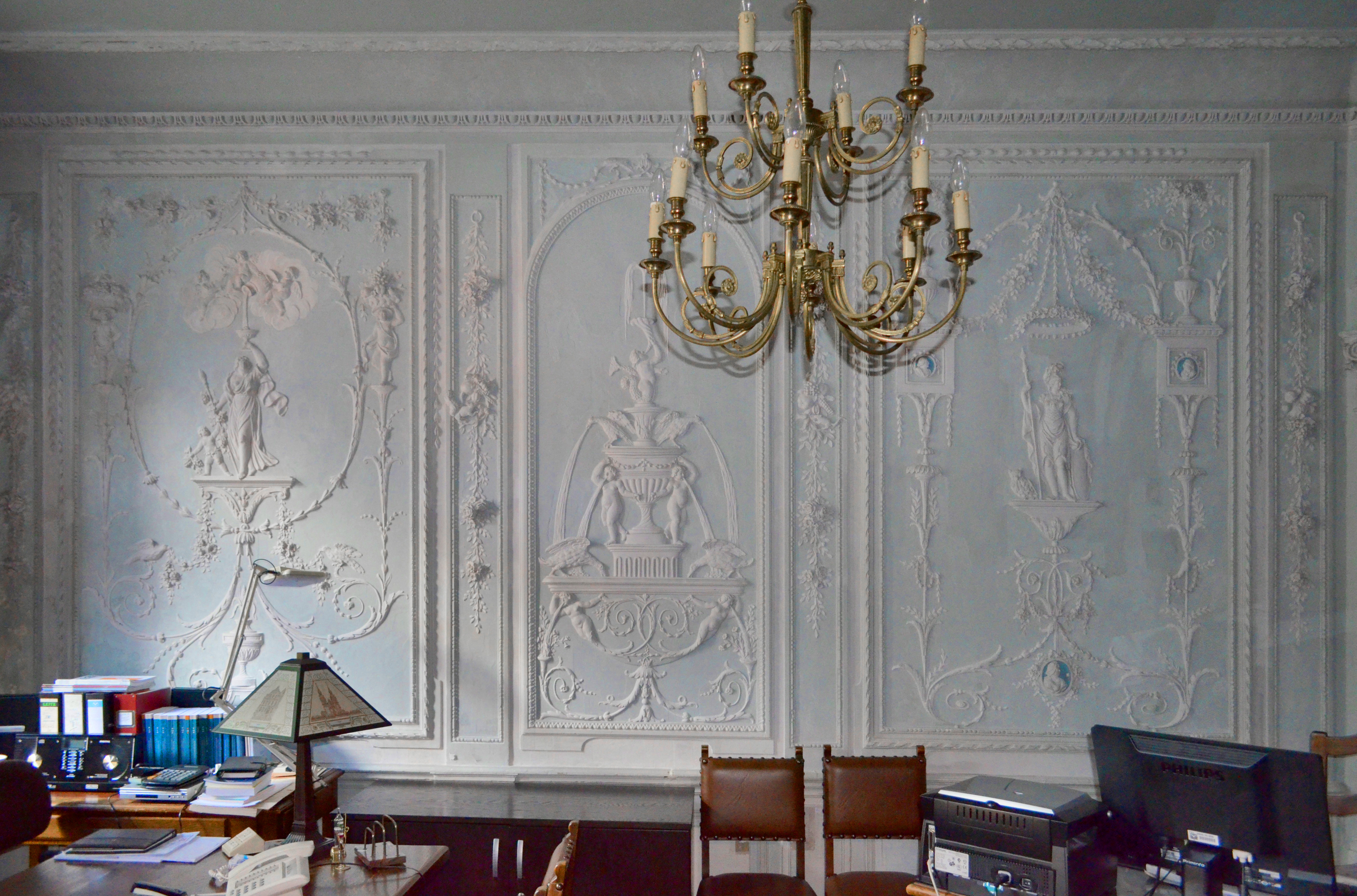
Friedensgericht, Eupen (Gagini, 1801)

### Zaalbetimmeringen, meubels, klokken
In het museum Grand Curtius zijn Luikse meubels te vinden, waarvan de oudste teruggaan tot de 16e eeuw. Van ca. 1730 tot 1780 maakte de Luiks-Akense meubelkunst een grote bloeiperiode door. Gebruikmakend van Franse motieven vervaardigden meubelmakers in Luik, Verviers, Aken en Maastricht zaalbetimmeringen, meubels en klokkenkasten, die getuigen van een verfijnde smaak. De in Aken vervaardigde meubels waren daarbij over het algemeen iets robuuster dan de Luikse. Bijzondere zaalbetimmeringen zijn bewaard gebleven in de eetzaal van kasteel Eijsden, de grote salon van kasteel Hillenraad, de feestzaal in het Couvenmuseum en de Vilain XIIII-zaal in het Museum aan het Vrijthof. In Luik waren in de 18e eeuw, naast een groot aantal meubelmakers, ook enkele klokkenmakers actief. Bekende namen waren Henri Rossius en Mathieu-Joseph Boty. Arno Doyen was klokkenmaker in Maastricht. François de Beefe werkte zowel in Luik als Maastricht.

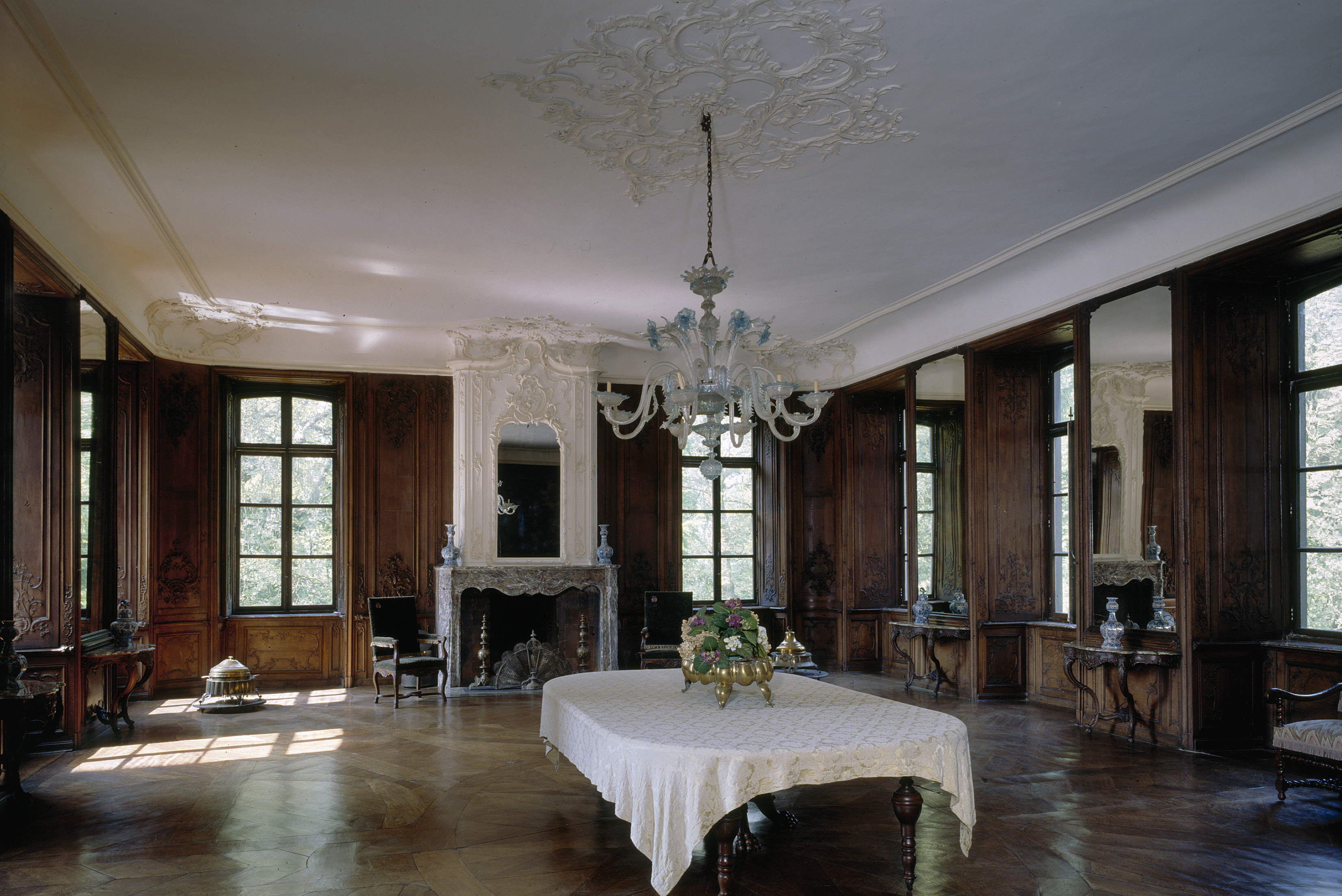
Zaalbetimmering salon, kasteel Hillenraad
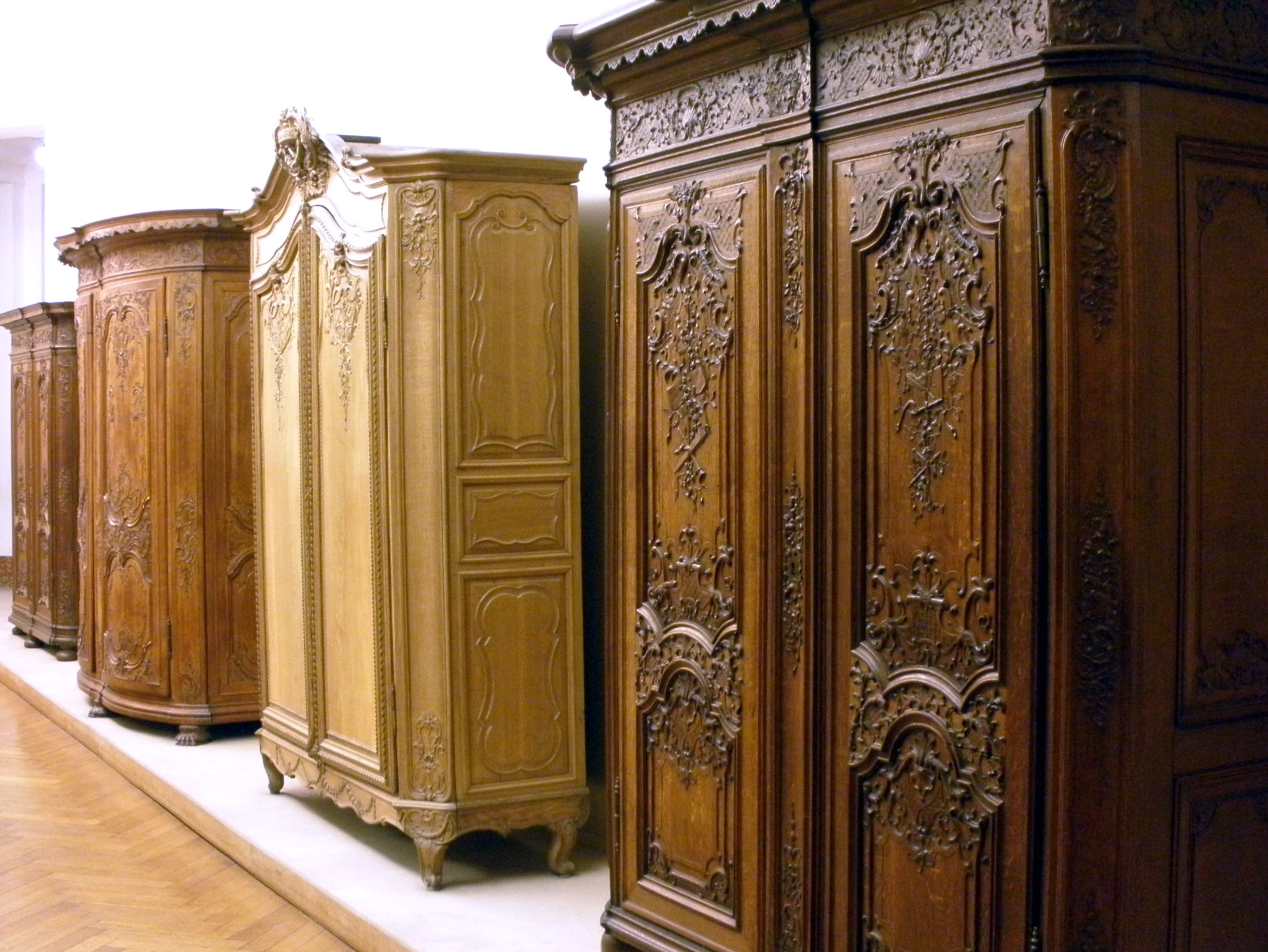
Luikse kasten, KMKG, Brussel
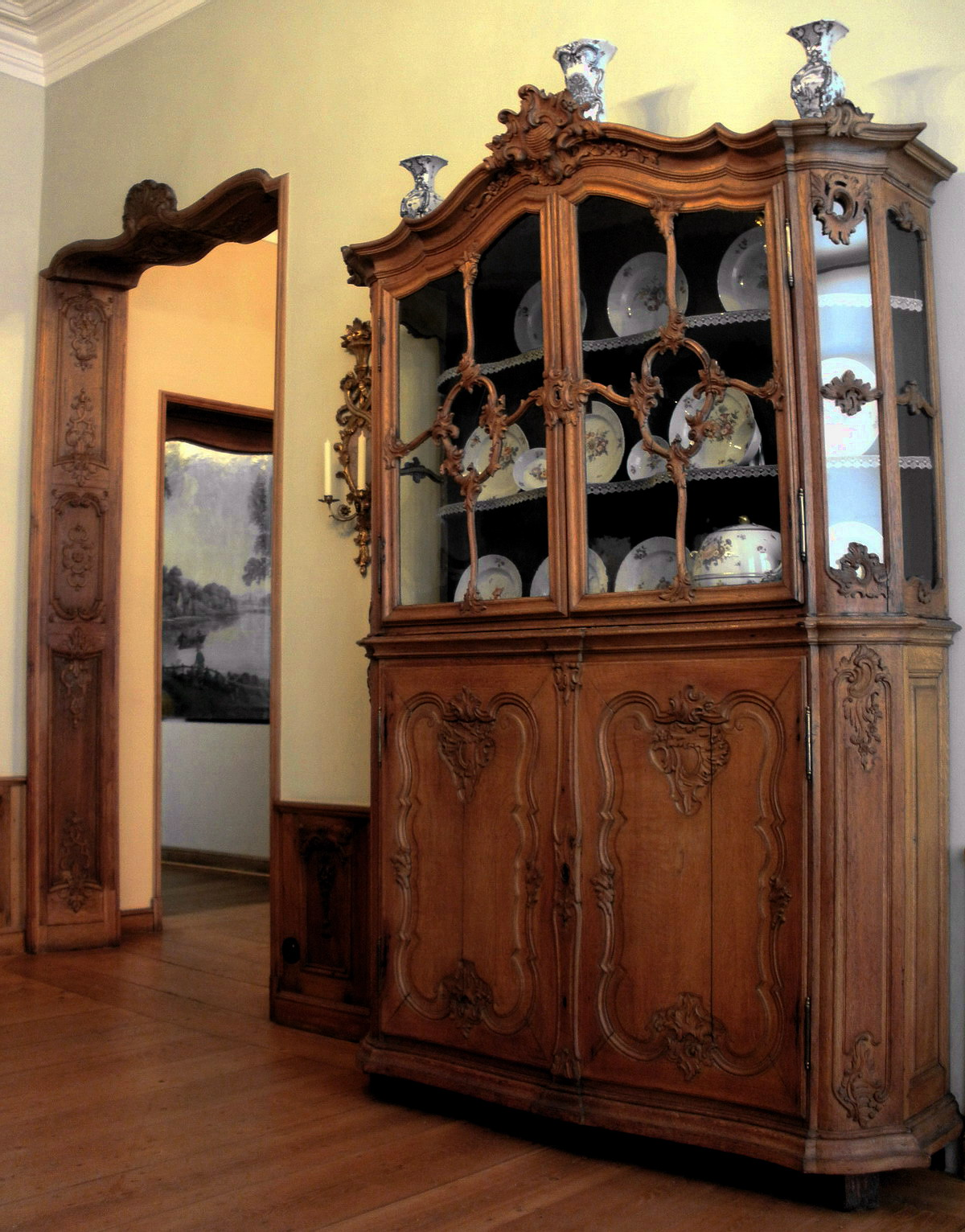
Akense vitrinekast, Couvenmuseum, Aken
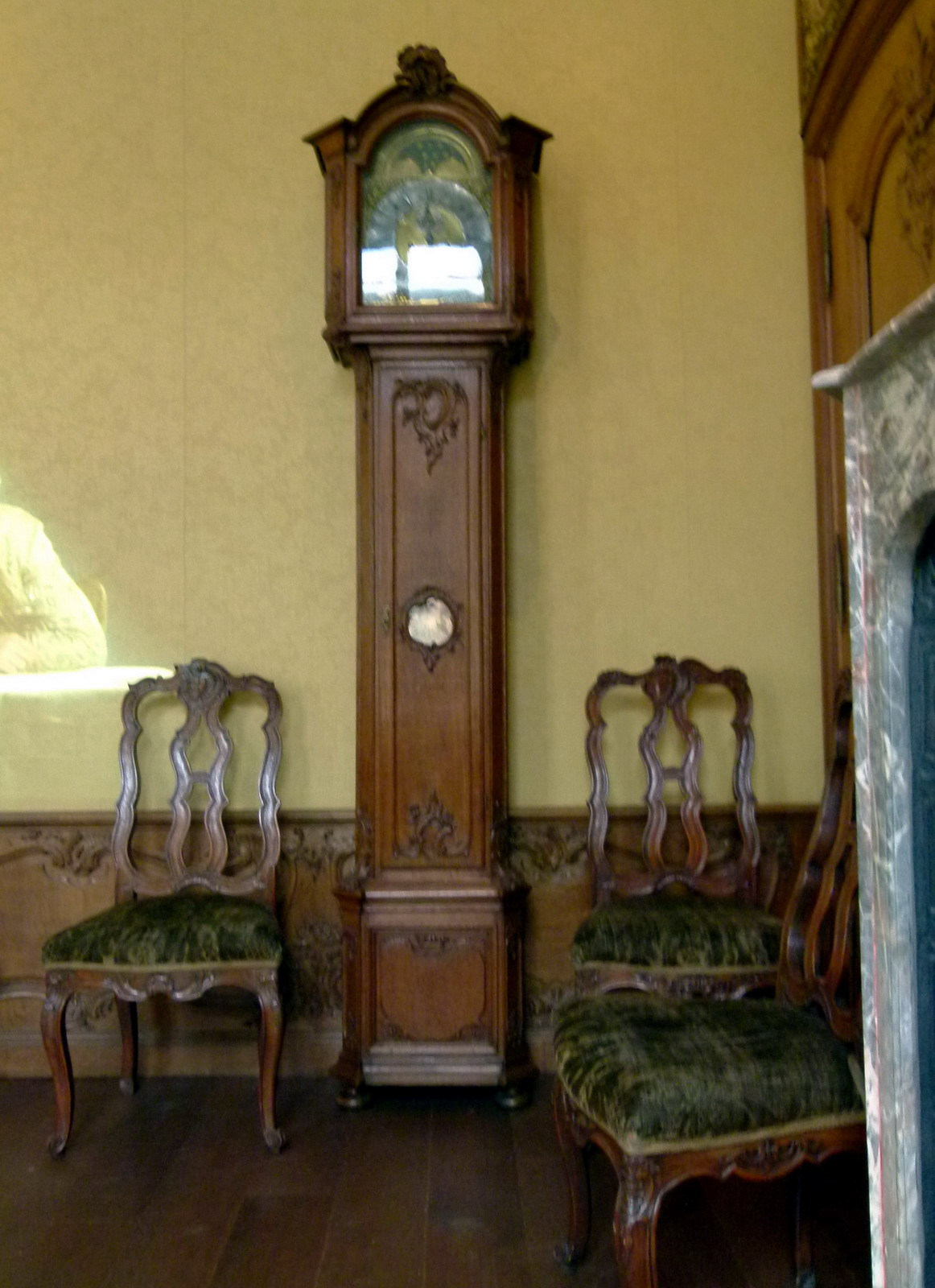
Staande klok, Museum a/h Vrijthof, Maastricht

### Zilversmeedkunst
Net als de andere decoratieve kunsten, bloeide ook het zilversmeedbedrijf in de 18e eeuw, met als voornaamste centrum de stad Luik. In Luik werden al vanaf het midden van de 17e eeuw grote hoeveelheden zilveren voorwerpen geproduceerd. Henry de Flémalle was in deze periode een bekende naam. In de 18e eeuw nam de Luikse zilverproductie een hoge vlucht. De bekwaamste meesters waren in deze tijd Charles de Hontoir, Jean-François Knaeps, Guillaume-René Lamotte, Jean-Adrien Grossé, Arnold Weelen, Jacques-François Wéry, Jean-Melchior Dartois en Rémy-Joseph Renier. In Maastricht waren al vanaf de middeleeuwen zilversmeden actief, maar de zilverproductie werd pas vanaf het tweede kwart van de 18e eeuw van betekenis. De zilversmeden Fredericus Wery, Joannes L'Herminotte, François Hourdoucq en Josephus Eymael bereikten er een hoog niveau (zie: Maastrichts zilver). Een bekende zilversmid in het 17e-eeuwse Maaseik was Frederik Malders. In Tongeren was Jean Binon met zijn zonen toonaangevend. In Aken waren de zilversmedenfamilies Von Rodt, Von Orsbach, Cremer en Moeren actief.

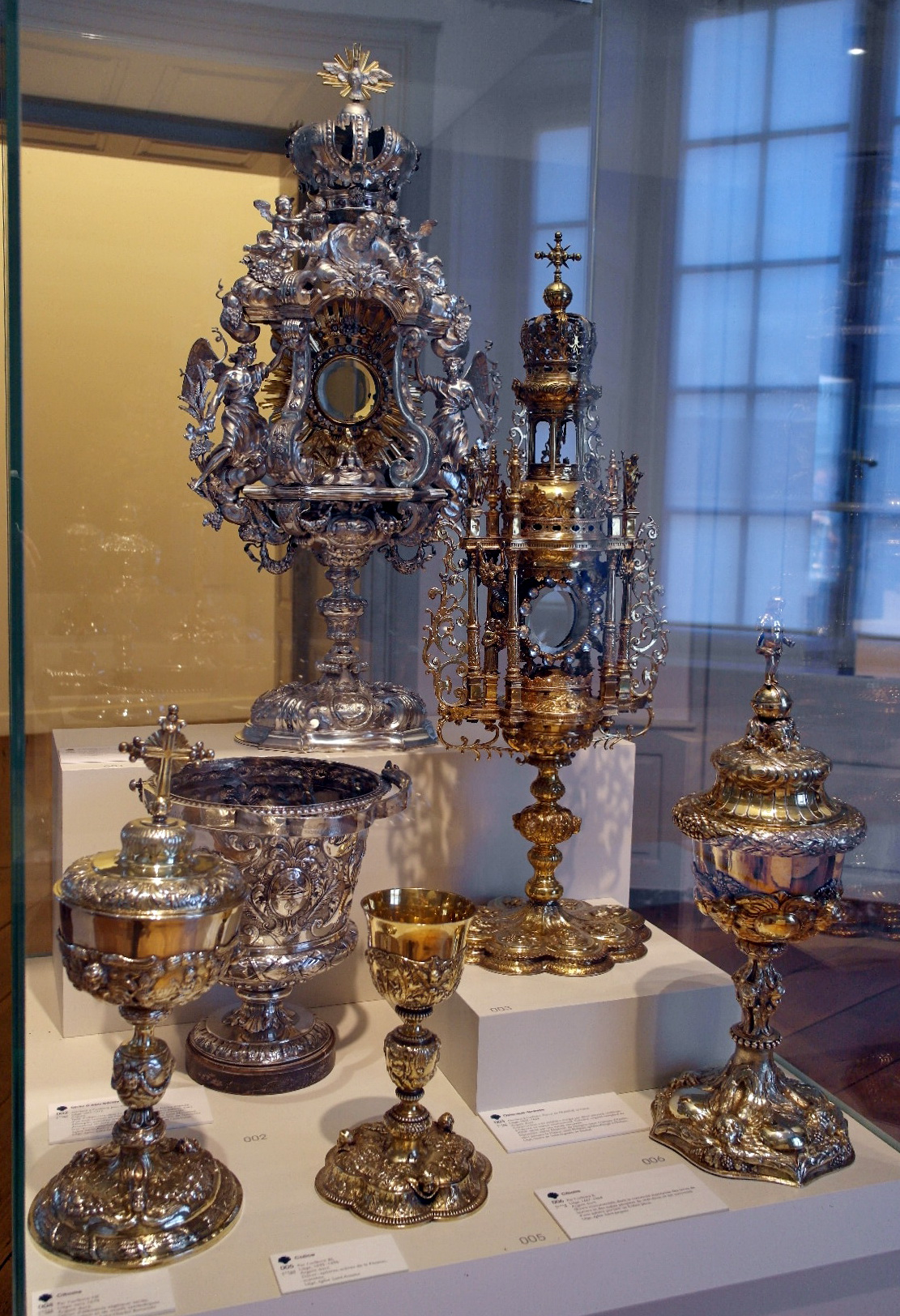
Kerkelijk zilver (Luik, 17e eeuw), Grand Curtius, Luik
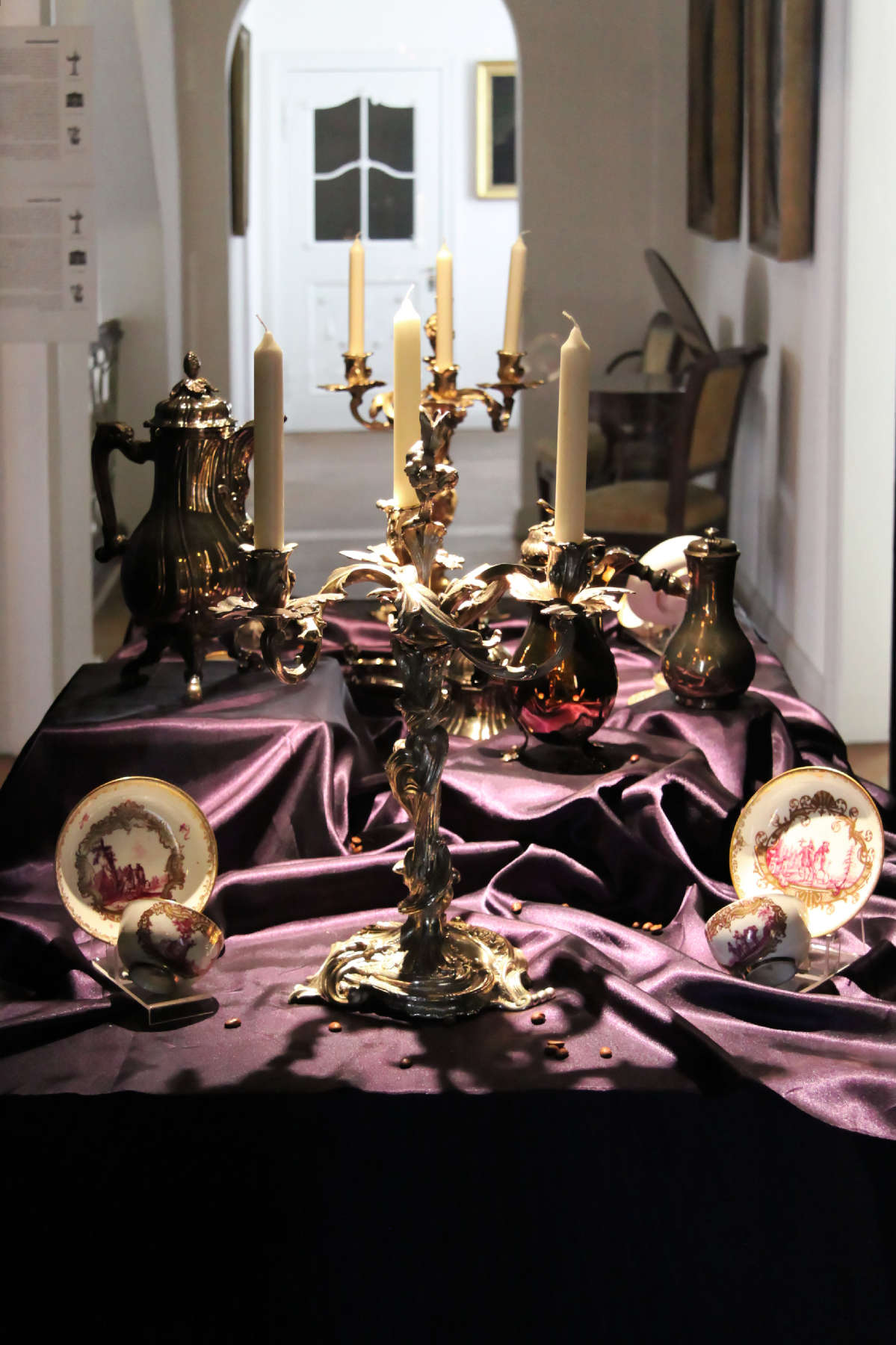
Zilverkabinet in het Couvenmuseum, Aken
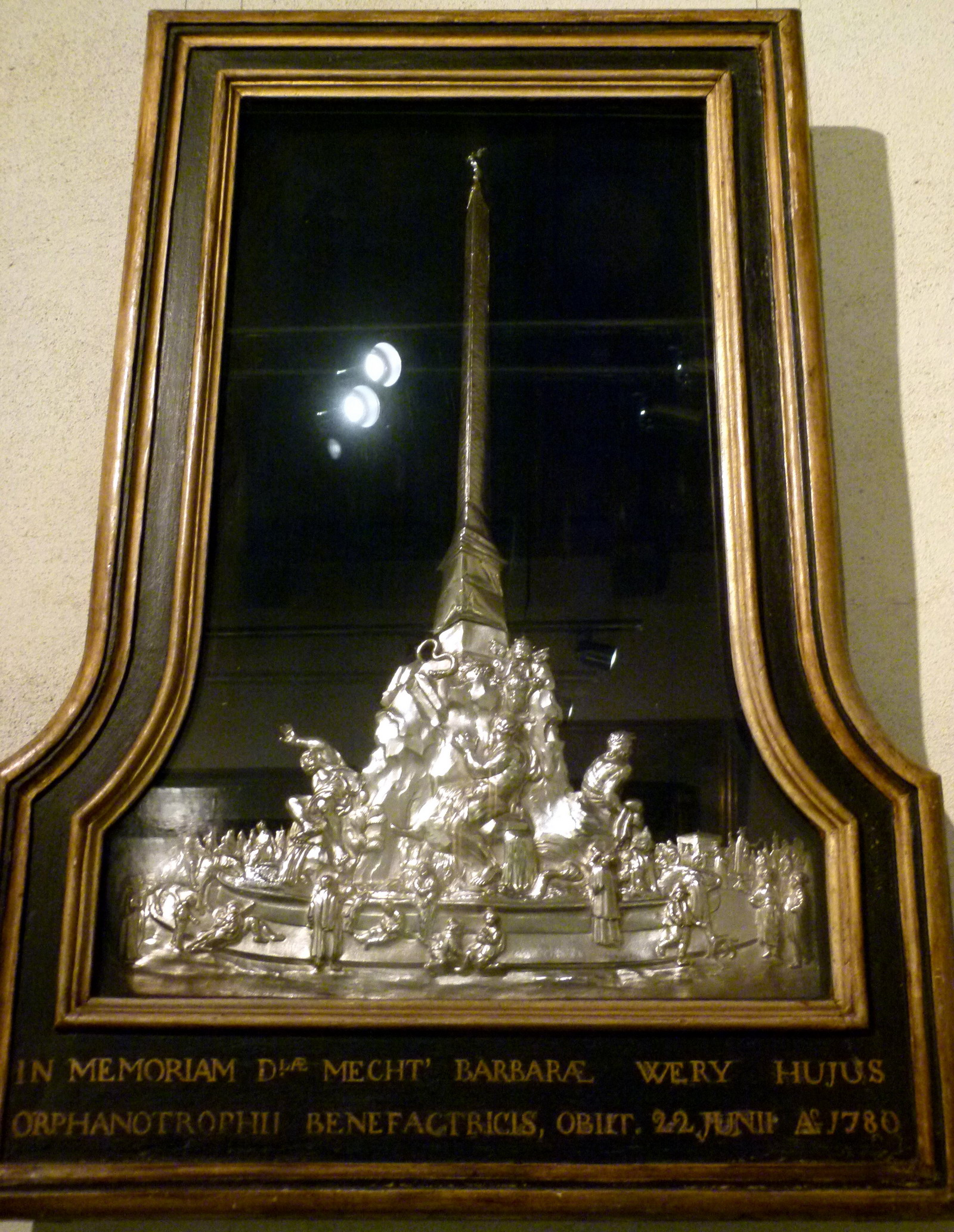
Berninifontein (F. Wery, 1711), St-Servaaskerk, Maastricht
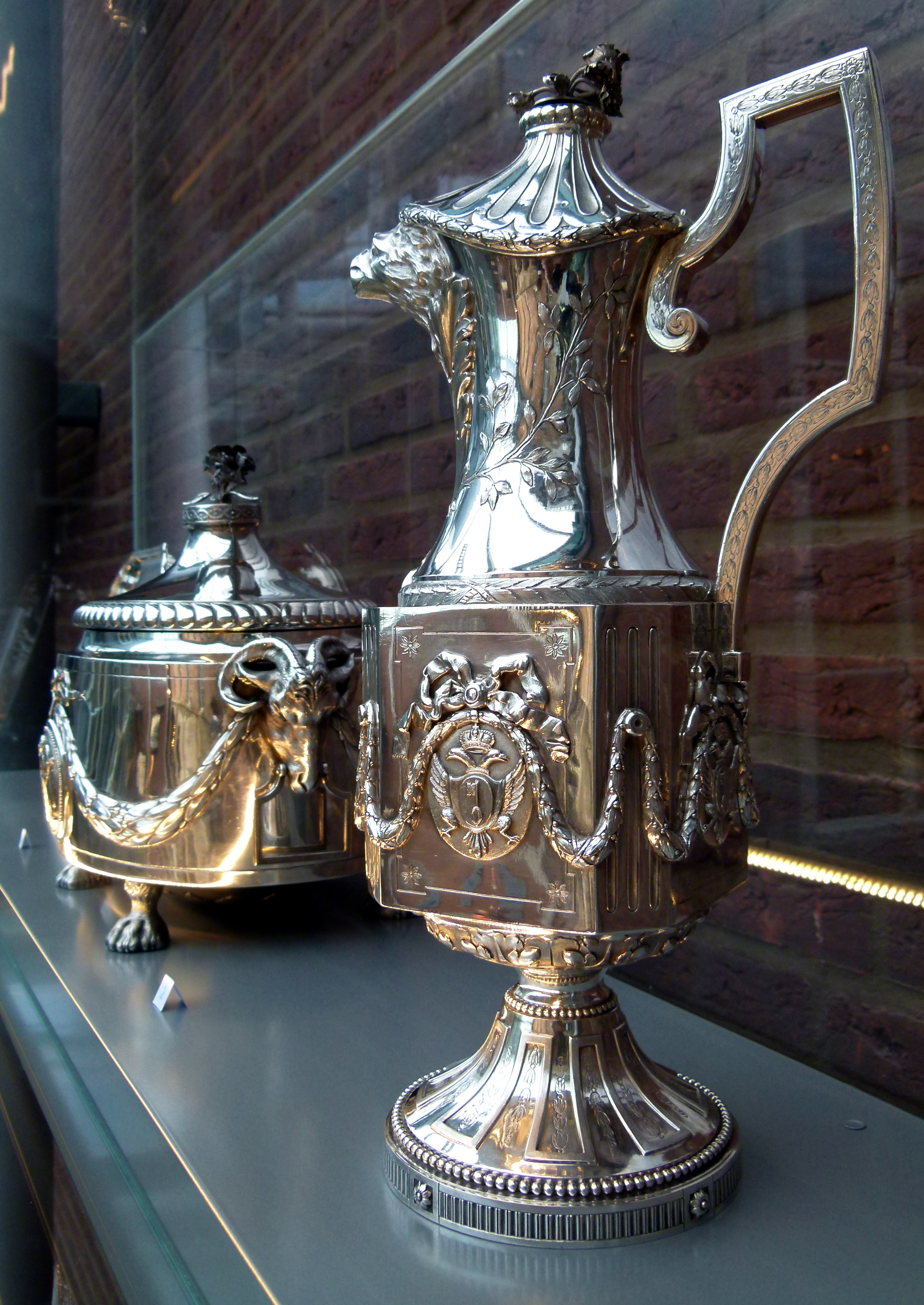
Schenkkan en terrine (J. Eymael, 1787), Museum a/h Vrijthof, Maastricht

### Glasfabricage, aardewerk, ivoorsnijkunst, sierwapens
In Luik vestigden zich in de 17e eeuw enkele glasblazerijen die Venetiaanse glasblazers in dienst hadden, onder andere die van Jean de Holstein, die wijnglazen met knoopvormige motieven produceerde. De glasblazerijen van Henri Bonhomme en zijn nazaten te Luik, Sint Pieter, Maastricht en Smeermaas, hadden verschillende glasblazers in dienst uit de omgeving van Altare (Ligurische kust). Bonhomme was gespecialiseerd in "slangenglazen" in de stijl van Murano. In de 18e eeuw werden glasblazerijen opgericht te Luik (Verrerie d'Avroy, 1709) en Vonêche (1778).
Rond 1740 was in Luik een aardewerkfabriekje gevestigd, waarin voornamelijk vaklieden uit Doornik, Rijsel en Gent werkzaam waren. Van 1752 tot 1765 was er een aardewerkfabriek van een zekere baron von Bülow en vanaf 1770 de fabriek van Joseph Boussemart en François Lefébure. In Andenne was eveneens een aardewerk- en porseleinfabriek gevestigd, die in 1762 een door de beeldhouwer Jacques Richardot (1743-1806) ontworpen beeldengroep van de Kruisverheffing door de Heilige Helena vervaardigde.
Een tak van kunstnijverheid waarin houtbewerking, zilversmeedkunst en ivoorsnijwerk samengingen was de fabricage van sierwapens. Vanaf de 17e eeuw decoreerde men in Luik geweren, pistolen en sabels met gegraveerd zilver- of koperbeslag. Maastrichtse en Akense sierpistolen uit die tijd, met gesneden ivoren handvatten, zijn te vinden in musea over de hele wereld.

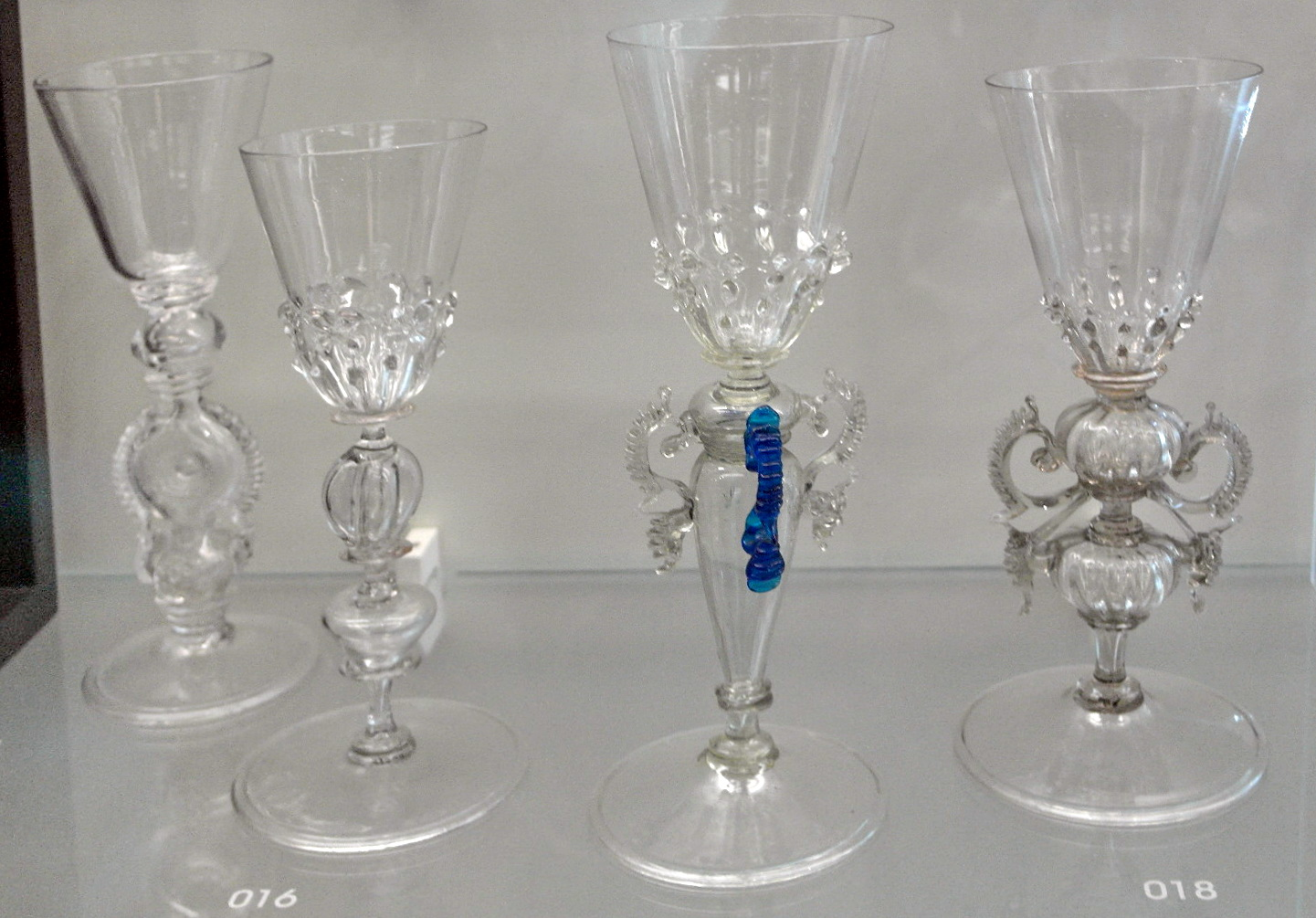
Wijnglazen à la façon Venise, Luik, 17e eeuw
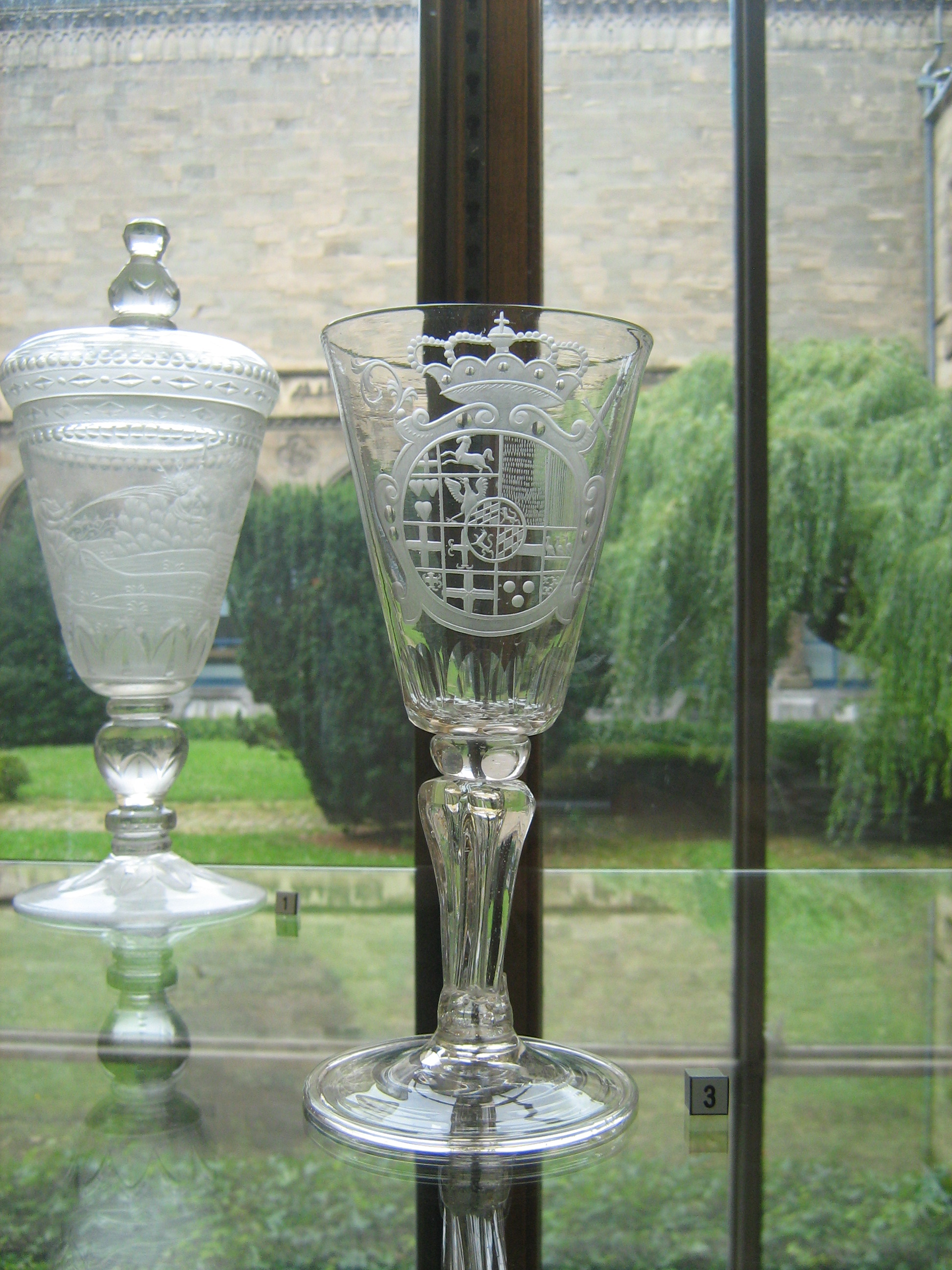
Gegraveerde wijnglazen, Luik, ca. 1750
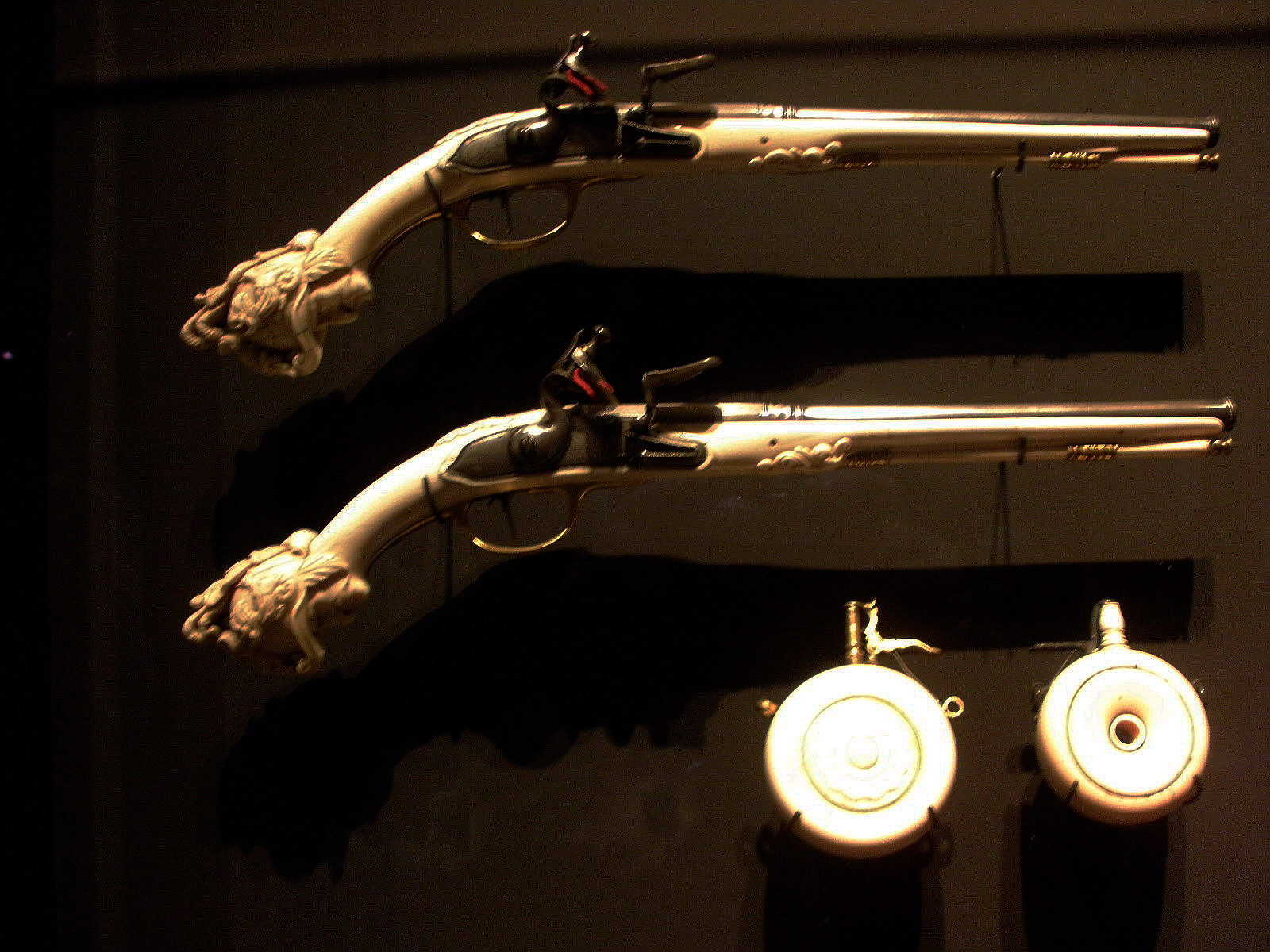
Pistolen met ivoorsnijwerk, Maastricht, ca. 1665
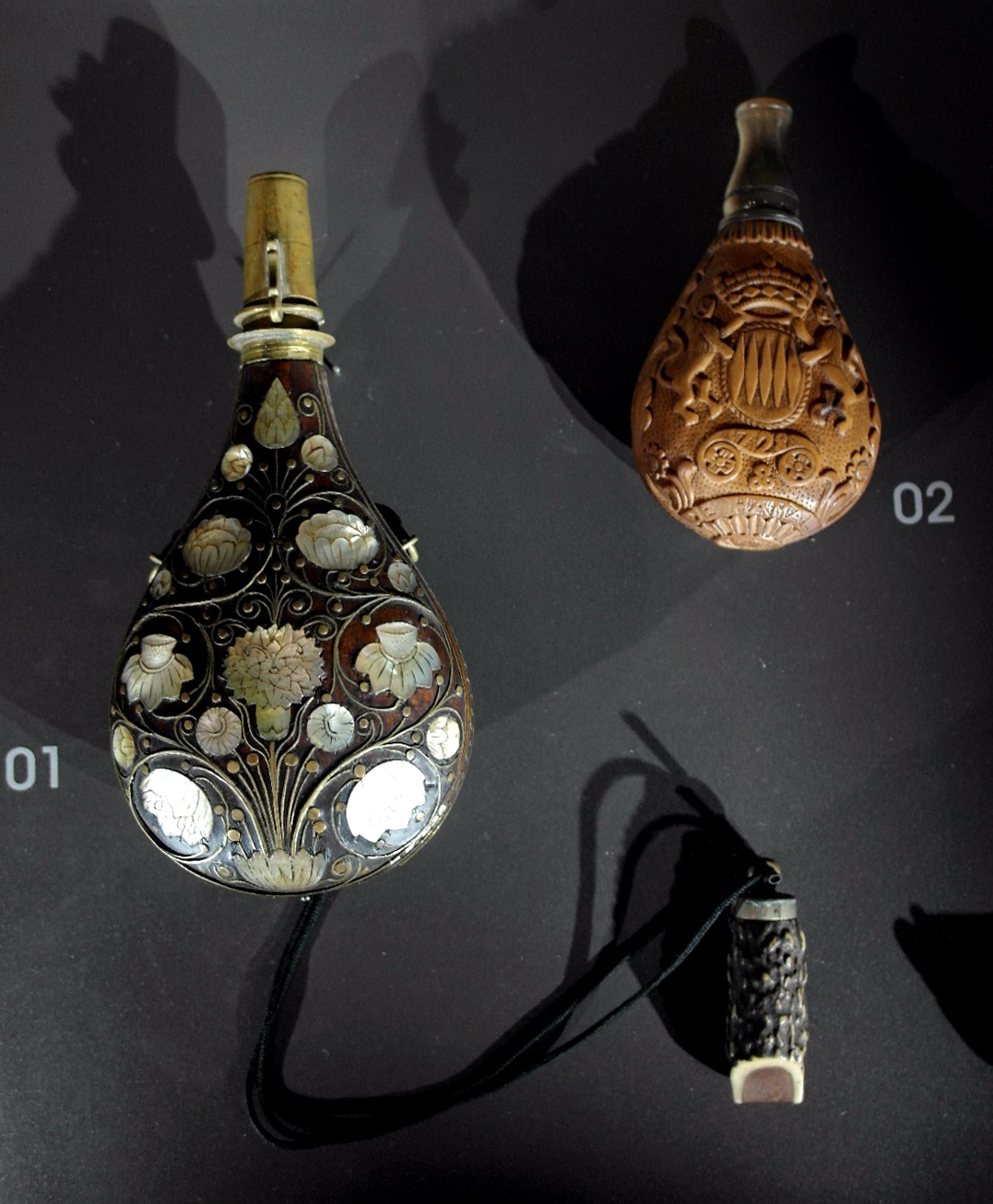
Kruitflesjes, Spa/Luik, 18e eeuw

## Muziek, theater, literatuur

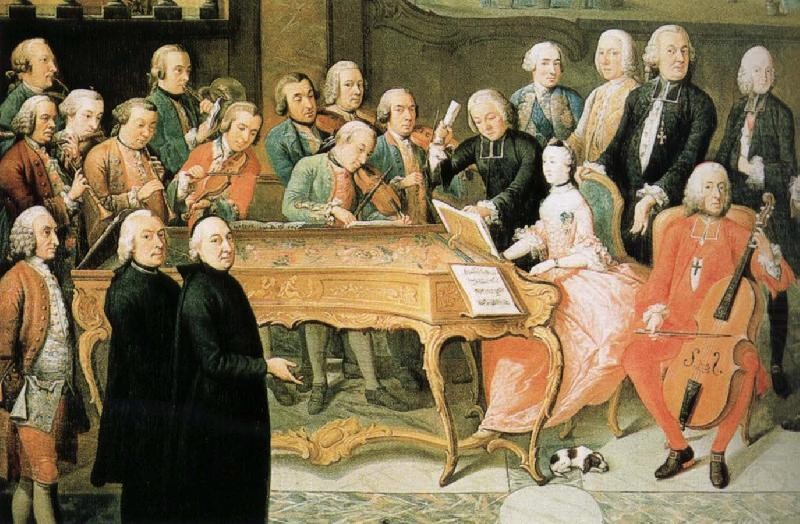
Paleisconcert te Seraing. Rechts (met cello) prins-bisschop Johan Theodoor van Beieren

### Muziek
In Luik vormden de koorscholen van de Sint-Lambertuskathedraal en andere Luikse kapittelkerken een voedingsbodem voor lokaal muzikaal talent. Bekende 17e-eeuwse musici uit het prinsbisdom zijn Léonard de Hodémont (ca. 1575-1639), Henri de Remouchamps (ca. 1585-1639), Henry Du Mont (1610-1684) en Lambert Pietkin (1613-1699), die allen organist en/of kapelmeester aan de Luikse kathedraal waren. In Aken vormde de toen al bijna duizend jaar oude Akense domschool het centrum van het muziekleven. Bij koningskroningen, heiligdomsvaarten en andere feestelijkheden zorgde het koor en orkest van de domschool voor de muzikale omlijsting. In Maastricht waren de koorscholen van de Sint-Servaaskerk en de Onze-Lieve-Vrouwekerk van belang. Henry Du Mont, begonnen als koorknaap in laatstgenoemde kerk, schopte het tot kapelmeester van de Chapelle royale in Versailles. Marcus Teller (1682-1728) was koorleider in de Sint-Servaaskerk en componeerde zowel koor- als orkestmuziek.
De prins-bisschoppen van Luik stimuleerden in de 18e eeuw het muziekleven in de hoofdstad. Johan Theodoor van Beieren stond bekend als een begaafd musicus en gaf zowel in zijn paleis in Luik als in zijn zomerpaleis te Seraing concerten. Belangrijke 18e-eeuwse Luikse componisten waren: de muzikale familie Hamal - Henri-Guillaume (1685-1752), Jean-Noël (1709-1778) en Henri Hamal (1744-1820), Herman-François Delange (1715-1781), André Ernest Modeste Grétry (1741-1813) en Antoine Frédéric Gresnick (1755-1799). Grétry's carrière voltrok zich grotendeels in Parijs, maar hij componeerde ook een flink aantal opéra comiques in het Waalse dialect. Dat laatste genre was eind 18e eeuw zeer populair in Luik; zeker driemaal per week waren er in de stad opera's en opéra comiques te horen. Tot 1757 vonden concerten plaats in een zaal van het stadhuis, daarna in La Redoute en La Douane.
Ook in Spa (1762) en Aken (1782) werden Redoutezalen gebouwd, waar naast de gebruikelijke bals, ook concerten plaatsvonden. De Roermondse bisschop Filips Damiaan Lodewijk van Hoensbroeck was eveneens een groot muziekliefhebber. Zijn kasteel Hillenraad, net buiten het prinsbisdom gelegen, was in de late 18e eeuw een centrum van muziekleven in het noordelijk deel van het Maasland.

### Theater
Het theaterleven in Luik ontwikkelde zich in de 18e eeuw sterk onder Franse invloed. Achtereenvolgens werden in de hoofdstad van het prinsbisdom de volgende theater- en muziekzalen geopend: La Baraque (vóór 1760), La Redoute (1762), La Douane (1767), Salle des Spectacles (1780) en Halle des Drapiers (1785). Het theaterseizoen in Luik was in de tweede helft van de 18e eeuw kort: vanaf eind oktober tot de vastentijd. Na Pasen vertrokken de theatergroepen naar elders, bijvoorbeeld naar Spa, waar in 1769 een theaterzaal was geopend, of Verviers, waar sinds 1774 een theater was. Pas vanaf 1767 was er een vast gezelschap van Franse comediespelers aan de Luikse Redoute verbonden, in 1782 bestaande uit 12 acteurs, 10 actrices en 32 (lokale) musici. In de jaren 1780 vestigde zich ook een groep Franse toneelspelers in Maastricht en in 1789 werd in die stad de Bonbonnière geopend, een tot theater omgebouwde Jezuïetenkerk. Over het theaterleven in Aken in deze periode is weinig bekend.